# Нетішин
Неті́шин — місто в Україні, у Шепетівському районі Хмельницької області. Місто лежить над річкою Горинь, на межі Хмельницької та Рівненської областей, за 6 км від залізничної станції Кривин на лінії Шепетівка—Здолбунів. Тут працює Хмельницька АЕС. Відоме з 1542 року. Статус міста з 1984 року, входило до Славутського району. Місто обласного значення з 1993 року. Населення — 36 000 мешканців (2010).

## Назва
Назва Нетішин — давня. Вона з'явилася щонайменше у XVI столітті й зберігається до тепер, хоча були спроби перейменувати Нетішин в Островськ, Корчагінськ, Атомодар. На сьогодні існує щонайменше чотири точки зору щодо походження топоніма Нетішин:
- від того, що ця територія була багнистою, з бідними землями, покритою лісами, й одного разу вона не потішила якогось мандрівника (легенда);
- від того, що місцевість була болотистою, і тут не текла вода. Спочатку нібито було Нетечин, яке згодом трансформувалося у Нетішин (за Я. П. Гершковичем);
- від того, що люди, які тут проживали, начебто були не тихі (Нетишин), а бунтівливі (за І. Гарничою);
- від власного імені першого осадника (людина, яка започаткувала село), котрого звали Нетіша (видозміни цього імені — Нетоша, Нетошко). Згодом, коли запитували, чий це ґрунт (осад, насалений пункт), відповідали: Нетішин (тобто, головним, старшим тут був Нетіша) (за В. Й. Вихованцем).

Четверта версія на сьогодні є найбільш вірогідною та документально обґрунтованою.
Нетішин як одне з сіл Острозької волості у XVI — першій половині XVII столітті був маленькою частинкою усіх величезних острозьких князівських угідь. Вперше на сторінках писемних джерел він з'являється 12 травня 1542 р. у зв'язку з важливою подією в історії волості — поділом маєтків між удовою князя Костянтина Івановича Острозького Беатою Костелецькою та її донькою княжною Гальшкою. Згідно з цим документом, Нетішин, який був одним із замкових сіл, переходив у тимчасове розпорядження Беати Костелецької. Звичайно, 1542 р. не може вважатися роком заснування села, яке могло з'явитися значно раніше, проте традиційно вік населеного пункту, якщо немає інших додаткових свідчень, заведено обчислювати саме від першої писемної згадки.
Принципово нова епоха в історії Нетішина розпочалась із прийняттям Міністерством енергетики й електрифікації СРСР рішення від 17 квітня 1975 р. про техніко-економічне розміщення АЕС в Нетішинському пункті Хмельницької області, а вже 7 квітня 1977 р. у селі, біля старого демонтованого млина, висадився десант будівельників з Бурштинської ТЕЦ, який очолював начальник дільниці Григорій Фіалко. Місцевість, де мала будуватися Хмельницька АЕС, у селі називалася «Плоска».

## Історія

### XVI—XVIII століття
- - 12 травня 1542 — перша писемна згадка про село Нетішин в листі польського короля Сигізмунда Августа, за яким Нетішин як замкове село за поділом земель князя Костянтина Острозького переходить до княгині Беати Костелецької.
  - 1566 — за II Литовським Статутом Нетішин входить до Луцького повіту Волинського воєводства.
  - 70-ті роки XVI століття — село переходить у володіння доньки Беати Костелецької Гальшки Острозької, а згодом — у володіння князя Костянтина Василя Острозького.
  - 1603 — Нетішин переходить у володіння Олександра Острозького. Після смерті князя в 1603 році його маєтності, у тому числі й Нетішин, переходять у спадок його синам — Костянтину і Янушу Олександровичам. До часу їх повноліття ці землі тримала їхня мати — Анна Костчанка-Острозька.
  - 1621 — поділ маєтностей князів Острозьких, згідно з яким село Нетішин відходить княгині А.-А. Ходкевич.
  - 1629 — в Нетішині близько 50 будинків.
  - 1648–1654 — Острожчина стала активним театром бойових дій Визвольної війни під проводом Б. М. Хмельницького, у результаті чого село було якоюсь мірою зруйноване військами князя Домініка Заславського, хоча про масштаби занепаду докладних відомостей немає.
  - 1654 — після смерті княгині Ходкевич, останньої представниці прямої лінії князів Острозьких, її маєтності переходять у власність нащадків її сестри, на той час уже покійної, К. Замойської: сина Яна та двох дочок — Гризельди-Констанції та Йоанни-Барбари, котра вийшла заміж за Яна-Олександра Конецпольського, коронного хорунжого.
  - 1654–1690 — протягом 36 років маєтки князів Острозьких знаходяться у володінні двох родів: спочатку частиною Острога володіє Ян Замойський, воєвода київський та сандомирський, а згодом, у силу родинних обставин, Острог переходить до Конецпольських. У цей період Нетішин зазнає занепаду через постійні татарські та козацькі набіги.
  - 20 лютого 1690 — Ян-Олександр Конецпольський передає село Нетішин, коронному гетьману Станіславу-Яну Яблоновському
  - 1702 — відбувається поділ земель між нащадками С.-Я. Яблоновського — Яном, Олександром та Станіславом. Нетішин входить до Кривинського маєтку князів Яблоновських. Цей маєток передається у спадок і належить Яблоновським Яну-Станіславу (1669—1731), Станіславу-Вінцентію (1694—1754), Антонію-Варнаві (1732—1799).
  - 27 березня 1793 — після другого поділу Польщі Нетішин входить до складу Російської імперії.
  - 13 квітня 1793 — село включене до складу Ізяславської губернії.
  - 1795 — відомість про те, що в Нетішині була корчма, і що її орендував Белко Янкельович.
  - 1797 — згідно з указом імператора Павла I про новий адміністративний устрій, Нетішин входить до Острозького повіту Волинської губернії.

### XIX століття
- - початок XIX століття — село знаходиться у володінні князя Максиміліана Яблоновського і входить до його Кривинського маєтку як фільварок — комплекс земельних угідь та господарських будівель, на яких поміщик провадив власне господарство.
  - 1813 — укладання мапи Нетішинського фільварку. За мапою до Нетішина належить трохи більше, ніж 4930 моргів земельних угідь, що становить приблизно 2700 гектарів.
  - 1831 — Волинь охоплює епідемія холери. У селі Нетішині на період з 29 березня по 25 квітня захворіло 9 чол., видужали від хвороби двоє, один помер і 6 залишилися хворими.
  - липень 1834 — в селі трапилася пожежа, за організацію гасіння котрої та врятування з вогню трьох селян засідателя острозького земського суду Г. Билібу волинський губернатор нагородив золотою медаллю.
  - 1846 — помирає князь М. Яблоновський, і Кривинський маєток разом із Нетішином переходить у спадок до його сина Владислава. Останній, проте, не особливо дбав про його розвиток і згодом все прийшло у запустіння. Рятуючи маєток Яблоновських від повного занепаду, тесть Владислава Бенедикт Тишкевич викупив його частину (Плужнянський і Гільський ключі) на ім'я доньки.
  - 1851 — згадка про Нетішинську гуральню (підприємство, яке виробляло алкоголь). Власником є В. Яблоновський.
  - 7 лютого 1856 — село продане з публічного торгу в Петербурзькій опікунській раді графині Наталії Павлівні Зубовій. Куплений маєток графиня Зубова віддавала в управління різним особам, так званим «повіреним», надаючи їм широких повноважень у його керівництві.
  - 1870 — в Нетішині на кошти парафіян було збудовано дерев'яну на кам'яному фундаменті православну церкву на честь святого Георгія Побідоносця і таку ж дзвіницю. Нетішинська церква була приписана до приходу села Вельбівно.
  - 1882 — сільське кладовище огороджено дерев'яним парканом, збудована на кошти парафіян дерев'яна каплиця.
  - 1872 (за іншими джерелами 1875) — у Нетішині засновано однокласну школу. Учнів навчали місцевий священник та окремий учитель. На 1881 рік у ній навчалося 20 хлопців. За навчання платили самі селяни. Сума оплати на рік становила за одними джерелами — 141 рубель, за іншими — 100 рублів.
  - 8 лютого 1885 — однокласна школа перетворена на церковноприходську.

### XX століття

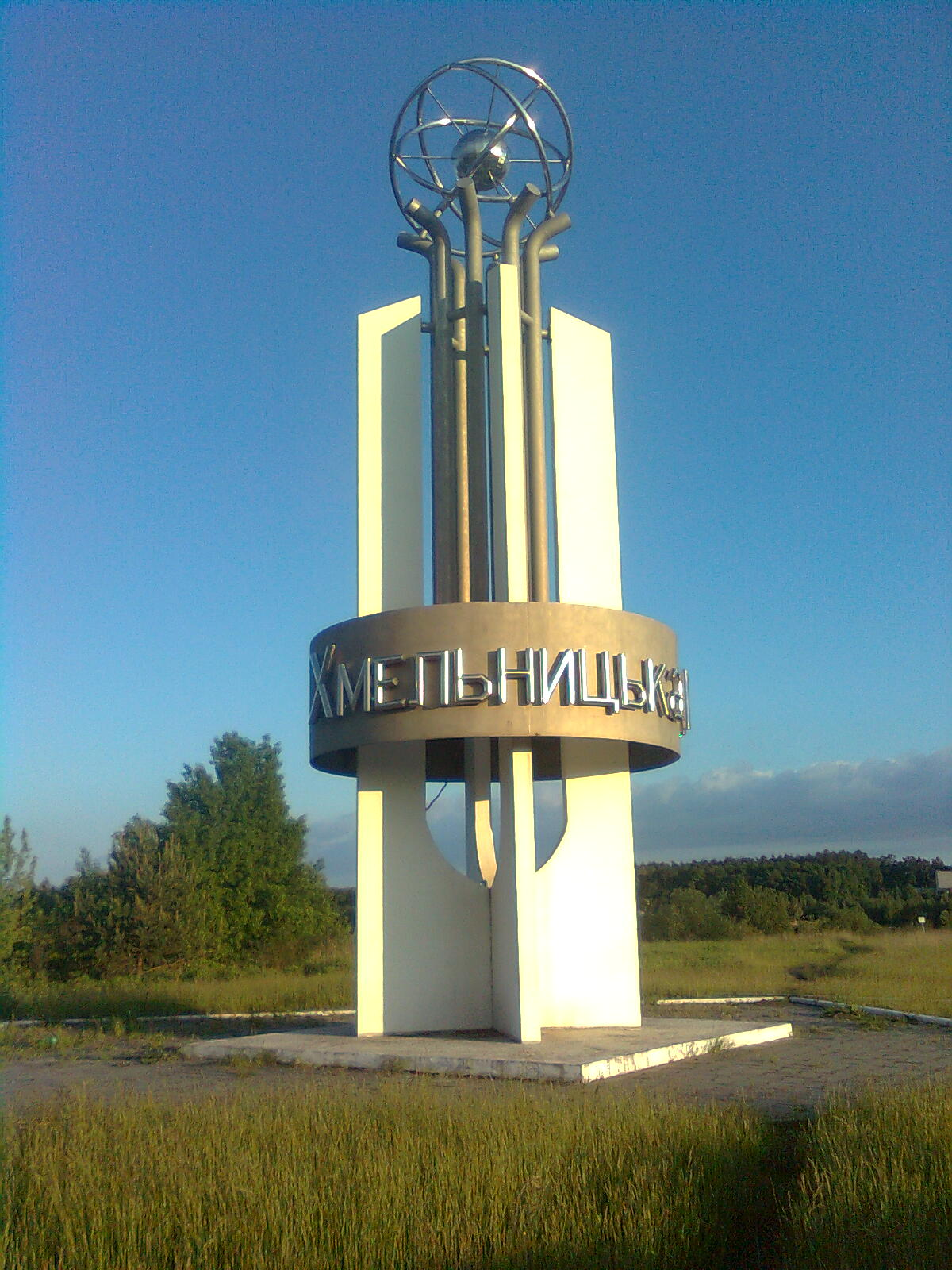
Символ Хмельницької АЕС

- - початок XX століття — село Нетішин стає власністю Цецилії Ісааківни Леві.
  - 1905 — побудова в Нетішині цегляного млина після того, як згорів старий дерев'яний.
  - 30 грудня 1922 — відбувається І з'їзд рад, на якому проголошено і затверджено Договір про утворення СРСР. Між селами Нетішин і Вельбівно проходить державний кордон між Радянським Союзом та Польщею. Нетішин залишається у складі Радянської України та відрізаний від свого історичного повітового центру — Острога.
  - 1924 — в Нетішині створюється партійна організація, секретарем якої стає Франц Пашинський. Незабаром з'являються комсомольський осередок і піонерська організація.
  - 1929 — в селі створено колгосп.
  - 1931 — збудовано клуб, у приміщенні якого також розміщуються бібліотека та семирічна школа.
  - 1932–1933 — у Нетішині, як і на всій території Радянської України триває голод. Під час організованого радянською владою Голодомору 1932—1933 років померло щонайменше 66 жителів міста[1].
  - 1933–1937 — у селі репресовано близько 200 осіб.
  - 1936 — збудовано Нетішинську гідроелектростанцію потужністю 325 кВт, проведено електрифікацію села.
  - 4 липня 1941 — Нетішин захоплюють гітлерівці; селі створюється управа на чолі зі старостою Феодосієм Савчуком.
  - 18 січня 1944 — село звільнене 287-ю стрілецькою дивізією Першого Українського фронту. Село мало двох Героїв Радянського Союзу — С. І. Дикалова[2] і Євстафія Борсалі. Від ран обидва невдовзі померли.
  - 1949 — відновлює роботу місцева ГЕС. Її було реконструйовано, потужність доведено до 3,8 млн КВт за рік.
  - початок 60-х років XX століття — вступає в дію високовольтна лінія «Добротвір—Луцьк—Рівне», відтак сільську ГЕС закрито.
  - 1971 — прийнято постанову ЦК КПРС і Ради Міністрів СРСР про будівництво АЕС у західних районах України.
  - початок 1975 — до Нетішина прибуває пошукова експедиція Київського відділення інституту «Теплоелектропроєкт», яка виконувала роботу щодо зіставлення варіантів розміщення АЕС в Рожнятові Івано-Франківської та Нетішині Хмельницької областей.

- 17 квітня 1975 — Міністерство енергетики і електрифікації СРСР приймає рішення про техніко-економічне розміщення АЕС в Нетішині Хмельницької області.
- 10 грудня 1975 — Постановою Ради Міністрів УРСР № 536 затверджено акт про вибір майданчика для будівництва Хмельницької атомної електростанції.
- 4 лютого 1977 — Міністерством енергетики і електрифікації СРСР видано Наказ № 46-а «Про початок робіт щодо будівництва Хмельницької АЕС».
- 1977 — починається розбудова міста.
- 8 лютого 1978 — Наказом Міністерства енергетики і електрифікації СРСР за № 59 утворено Управління будівництва Хмельницької атомної електростанції, яке і до сьогодні залишається головною будівельною організацією Нетішина.
- січень 1981 — як символічний початок будівництва, відбувається виймання першого ковша ґрунту під котлован для фундаменту першого енергоблоку.
- 5 травня 1981 — указом Президії Верховної Ради УРСР село Нетішин віднесено до категорії селищ міського типу.
- жовтень 1981 — закладання першого кубометра бетону фундаментної плити під реактор.
- липень 1982 — на будівництві головного корпусу пройдено нульову відмітку.
- 21 серпня 1984 — указом Президії Верховної Ради УРСР № 34 смт Нетішин віднесено до категорії міст районного підпорядкування Славутського району.
- 10 грудня 1987 — здійснено фізичний пуск енергоблоку № 1.
- 22 грудня 1987 — блок № 1 включений у мережу. Розпочалась підготовка до введення в дію інших енергоблоків.
- 1990 — будівництво енергоблоку № 2 ХАЕС завершено на 95 % і проводиться підготовка до пусконалагоджувальних робіт, але в цей час Верховною Радою України прийнято мораторій на спорудження нових АЕС і введення нових потужностей на наявних станціях.
- 21 жовтня 1993 — Постановою Верховної Ради України № 3539-XII Нетішин віднесено до категорії міст обласного підпорядкування.
- 1993 — Верховна Рада України скасовує мораторій на будівництво атомних електростанцій.

### XXI століття
- 2002 — за даними Всеукраїнського перепису населення 2001 року в місті проживають 34 267 осіб[1].
- 16 січня 2003 — Верховна Рада України прийняла щодо міста важливе рішення: «Включити у межі міста Нетішин Хмельницької області 844,03 гектара земель, які знаходяться у віданні Нетішинської міської ради, і затвердити межі міста загальною площею 2466,93 гектара».
- 2004 — запущено другий енергоблок ХАЕС.
- 4 січня 2015 року освячено новозбудований храм Святого Івана Богослова, святу Божественну Літургію та чин освячення храму співпроводили Архієпископ і Митрополит Тернопільсько-Зборівський Василь (Семенюк) та Екзарх Луцький Йосафат (Говера)[2].
- 24 травня 2015-го освячено центральний верхній храм на честь Архангела Гавриїла митрополитом Хмельницьким і Кам'янець-Подільським Антонєм та єпископом Харківським і Богодухівським Митрофаном[3].

## Населення

### Національний склад
Розподіл населення за національністю за даними перепису 2001 року:
| Національність  | Відсоток |
| --------------- | -------- |
| українці        | 87,48 %  |
| росіяни         | 9,83 %   |
| інші/не вказали | 2,69 %   |

### Мова
Розподіл населення за рідною мовою за даними перепису 2001 року:
| Мова            | Відсоток |
| --------------- | -------- |
| українська      | 87,66 %  |
| російська       | 11,41 %  |
| інші/не вказали | 0,93 %   |

## Промисловість

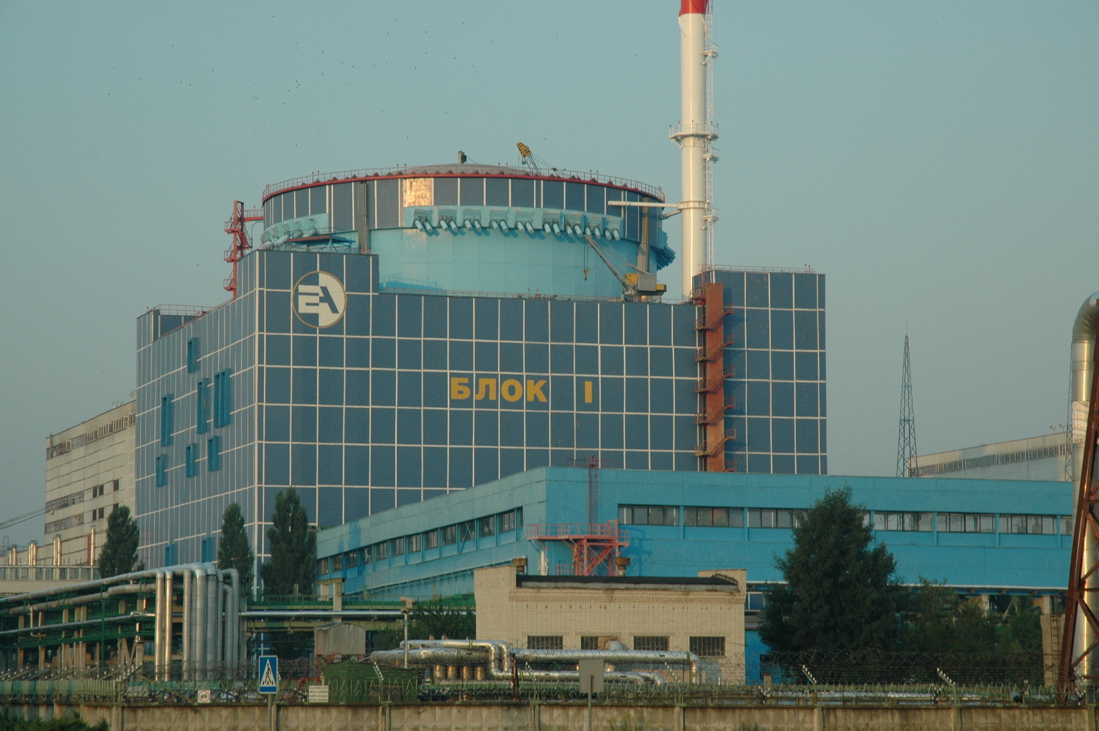
Хмельницька АЕС. Блок № 1

У місті працює 4 промислових підприємства. Серед них найбільшим і бюджетоутворювальним є найбільше підприємство всієї області — Хмельницька АЕС, яка підключена до енергосистеми України. Її частка в загальному виробництві області становить 30 %.
Розподіл промислової продукції за галузями у 2003 році:
- виробництво і розподіл електроенергії, тепла і води — 96,8 %
- виробництво машин і устаткування — 1,6 %
- виробництво виробів з бетону — 1,1 %
- харчова промисловість та перероблення сільськогосподарської продукції — 0,5 %.

## Освіта

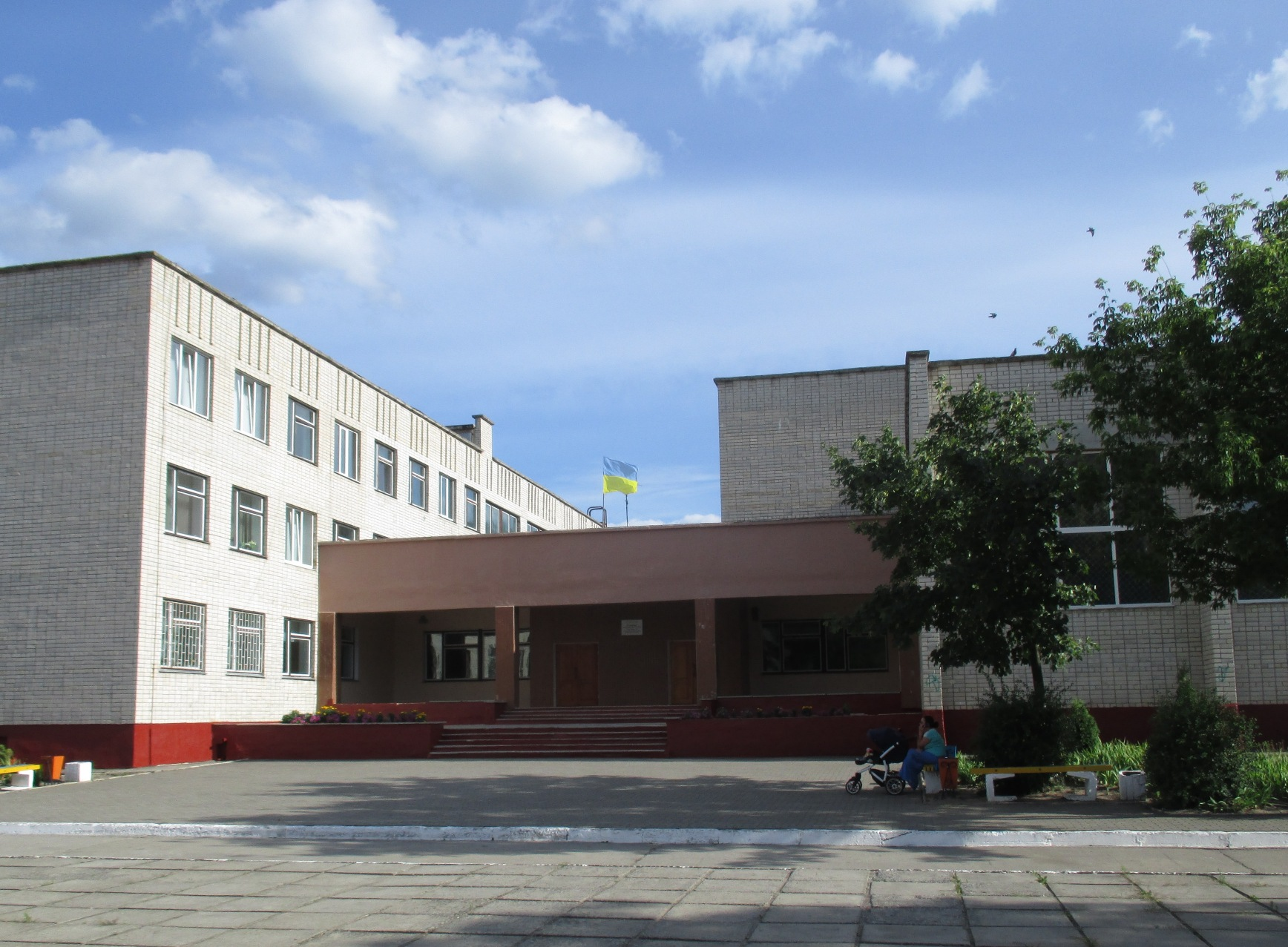
Школа № 4 (вул. Енергетиків, 3)

У Нетішині діють 8 дитячих дошкільних закладів, 4 середніх загальноосвітніх школи, ліцей, професійно-технічний ліцей[1].
У освітянських закладах міста активно проводиться пошук та апробація нових технологій у навчально-виховному процесі, впроваджуються в освітній процес сучасні системи навчання, які сприяють поліпшенню якості освіти, розвитку інтелекту, становленню особистості дітей, розкриттю їх талантів, духовно-розумових та фізичних здібностей.
Нетішинські школи:
- Загальноосвітня школа № 1 І—III ступенів (просп. Незалежності, 7)[2];
- Загальноосвітня школа № 2 І—III ступенів (вул. Будівельників, 5);
- Загальноосвітня школа № 4 І—III ступенів (вул. Енергетиків, 3).
- Загальноосвітня школа І—II ступенів та ліцей, Нетішинський НВК (вул. Миру, 5);

Позашкільна освіта для творчо обдарованих дітей представлена 2 закладами — Нетішинський позашкільний навчальний заклад «Школа мистецтв» і Нетішинська дитяча музична школа.

## Культура
У Нетішині розвивається професійна й аматорська культура, діють спеціалізовані культурні заклади, які створюють умови для творчого розвитку особистості, підвищення культурного та просвітницького рівня населення, організації цікавого, змістовного дозвілля[1].

### Заклади культури
Заклади культури Нетішина:
- Комунальний заклад «Палац культури міста Нетішина»;
- Нетішинський міський будинок культури;
- Нетішинський Будинок дитячої творчості;
- мистецька галерея «Артпласт».

Значним осередком культури міста є великий міський краєзнавчий музей[2], експозиція якого у 18 залах висвітлює як історичне минуле поселення Нетішин, так і становлення міста-супутника Хмельницької АЕС.
У місті діють 11 бібліотек. 5 бібліотек об'єднані в центральну бібліотечну систему, підрозділи якої щорічно обслуговують понад 11 тисяч читачів. Так, послугами дитячої бібліотеки користується 2 500 читачів, 2 600 — обслуговує бібліотека для молоді та юнацький абонемент, центральна бібліотека обслуговує 5 500 читачів щороку. Книжкові фонди нетішинських бібліотек постійно поповнюються новими виданнями.

### Творчі колективи
У Нетішині працюють такі творчі колективи й ансамблі:
- Зразковий театр пісні «Криниченька» (Будинок дитячої творчості)
- Народний ансамбль бального танцю «Шарм» Будинку дитячої творчості
- Народний молодіжний театр-студія «Маски»
- Вокальний ансамбль «Синевир» Палацу культури «Енергетик»
- Зразкова хореографічна студія «Серпантин»
- Зразковий колектив естрадного вокалу «Вернісаж» Будинку дитячої творчості
- Танцювальний колектив «X-Dance»

### Релігія
7 квітня 2023 року Нетішинська міська територіальна громада на Хмельниччині припинила право користування чотирма земельними ділянками для церков УПЦ МП.
- Церква Архистратига Михаїла ПЦУ
- Кафедральний собор ікони Божої Матері «Неопалима купина» ПЦУ[12][13]
- Церква Святої Параскеви П'ятниці ПЦУ
- Церква святого Івана Богослова УГКЦ
- Церква «Добра новина» (П'ятдесятництво)

## Природно-заповідний фонд Нетішина

### Лісові заказники
- Дорогоща, Праліс

### Заповідні урочища
- Вільшина

## ЗМІ

### Газети
- «Пульс твого міста»[14]
- «Нетішинський вісник»
- «Перспектива»[15]
- «Енергобудівник»
- «Нетішинські оголошення»[16]
- «Вісник малозахищених»
- «Час молоді»

### Телебачення
- ТРК «Лотел»

## Відомі люди
- Белінський Артем Сергійович (1999—2022) — молодший сержант Збройних Сил України, учасник російсько-української війни.
- Гладуняк Іван Васильович — голова Хмельницької обласної ради (2006–2010).
- Гнатюк Сергій Олександрович — український вчений у галузі кібербезпеки, доктор технічних наук, професор.
- Галюк Назарій В'ячеславович (1988—2016) — Боєць 24-го окремого штурмового батальйону ЗСУ «Айдар», загинув під час «Війни на сході України»[17].
- Дикалов Степан Іванович — Герой Радянського Союзу[18].
- Жовнір Ольга Богданівна — олімпійська чемпіонка з фехтування
- Кущик Віктор Вікторович (1993—2024) — головний сержант Збройних сил України, повний кавалер орденів "За мужність", учасник російсько-української війни.
- Недашковська Дарія Юріївна — українська фехтувальниця, учасниця Олімпійських ігор.
- Новачук Артем Юрійович (2005—2024) — солдат Збройних сил України, учасник російсько-української війни.
- Пундик Галина Василівна — олімпійська чемпіонка з фехтування.
- Аліна Комащук (24 квітня 1993) — українська шаблістка, олімпійська чемпіонка 2024 року і срібна призерка Олімпійських ігор 2016 року в командній шаблі, чемпіонка світу.
- Руцький Микола Миколайович — український поет, письменник, дослідник УПА.
- Шлапак Станіслав Валерійович — заступник голови правління Укргазбанку[19].

Пам'ятний знак на честь встановлення першого прапора

- Карпенко Сергій Миколайович (1979—2014) — боєць батальйону «Айдар», загинув під час «Війни на сході України»[20][21].
- Савченко Ярослав Віталійович (2001—2023) — солдат Збройних сил України, учасник російсько-української війни.
- Страпчук Олександр Федорович (1978—2015) — боєць 128-ї гірсько-піхотної бригади, учасник «Війни на сході України». Помер 12 січня 2015 від серцевого нападу.
- Федорчук Валерій Юрійович — український футболіст.
- Ткачук Вікторія Вікторівна — українська легкоатлетка, учасниця Олімпійських ігор.

## Місто-побратим
Новий Сонч, Польща

## Цікаві факти
- Перший український національний синьо-жовтий прапор на Хмельниччині було піднято саме в Нетішині, ще до проголошення Незалежності. Це відбулося 27 квітня 1990 року після установчих зборів «Руху». Противники встановлення українського національного прапора намагалися перешкодити цьому і зняти прапор. Щоб запобігти цьому, нетішинці оздобили стовп, на якому тримався прапор спеціальними ножами, щоб зірвати його було неможливо[23]. Згодом, уже за незалежності, на місці підняття прапора встановили спеціальний пам'ятний знак на вшанування цієї події.
- У місті Нетішині існувала вулиця Володимира Висоцького, що є першою вулицею у світі, яка названа іменем цього співака, поета та актора[24]. Назва вулиці занесена до книги рекордів України в категорії «Вперше»[25].
- Під час повномасштабного вторгнення Російської Федерації в Україну вулицю Висоцького перейменували на вулицю Василя Стуса.

## Галерея

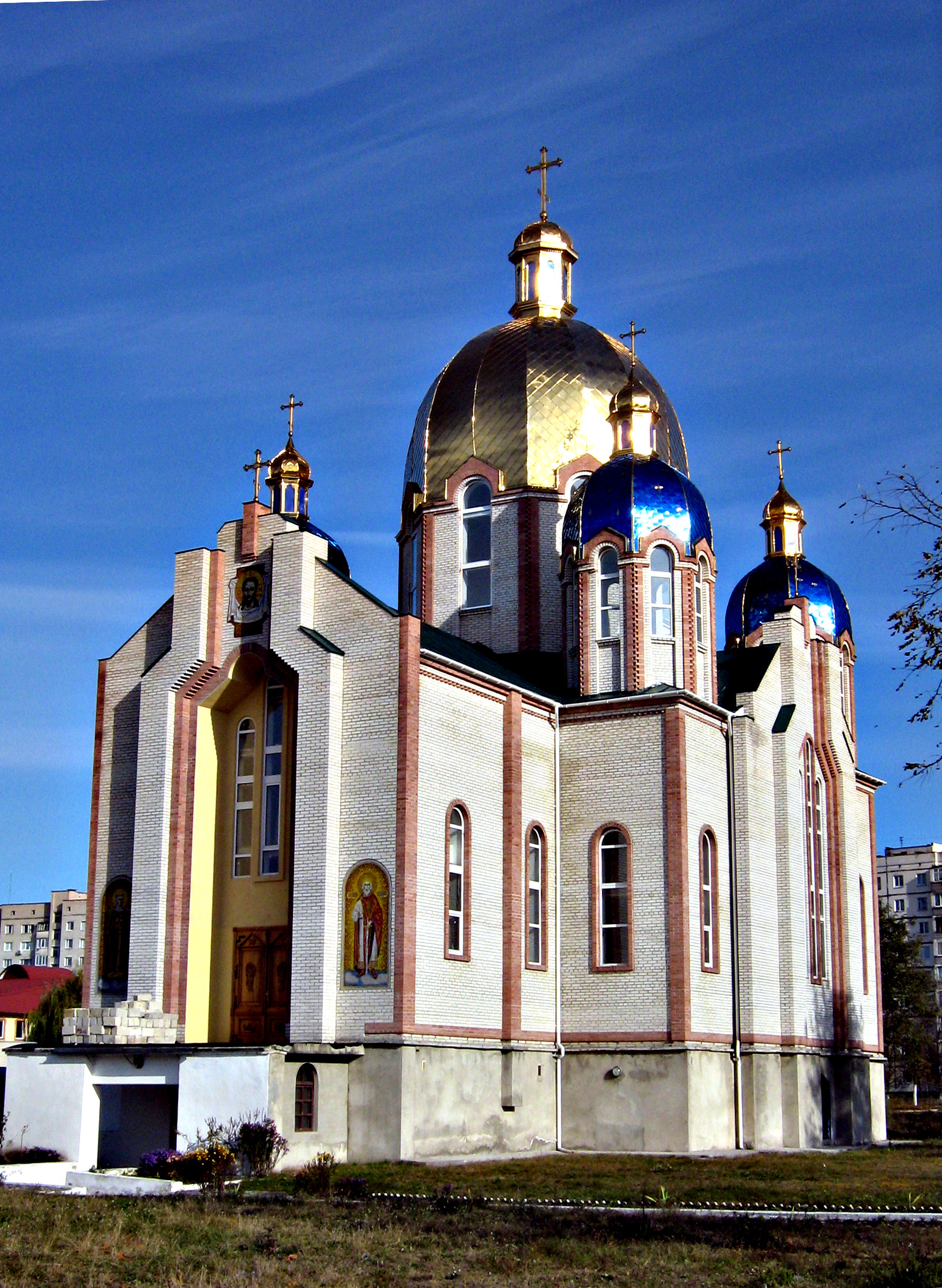
Церква Архистратига Михаїла
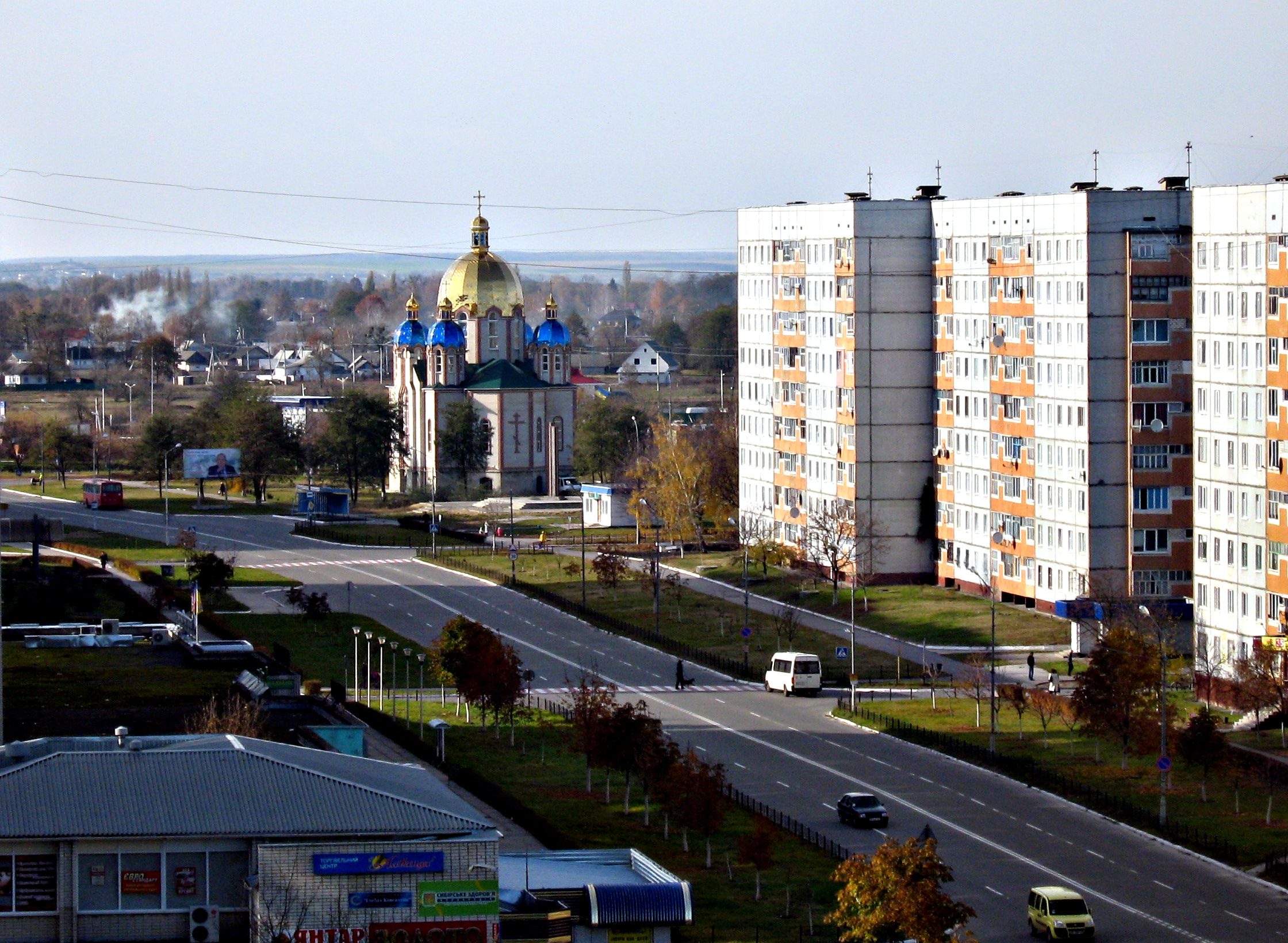
Проспект Незалежності
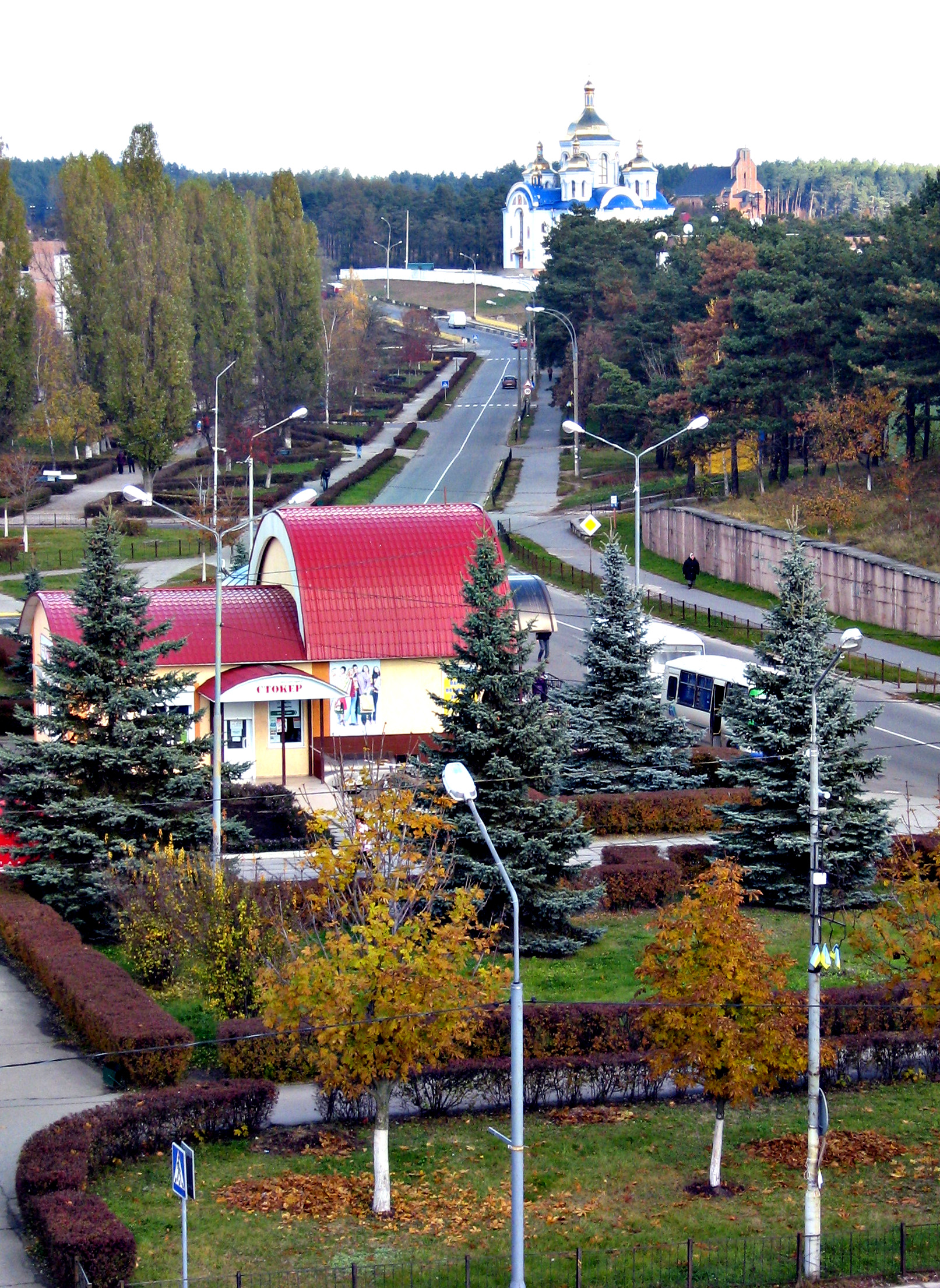
Вулиця Будівельників
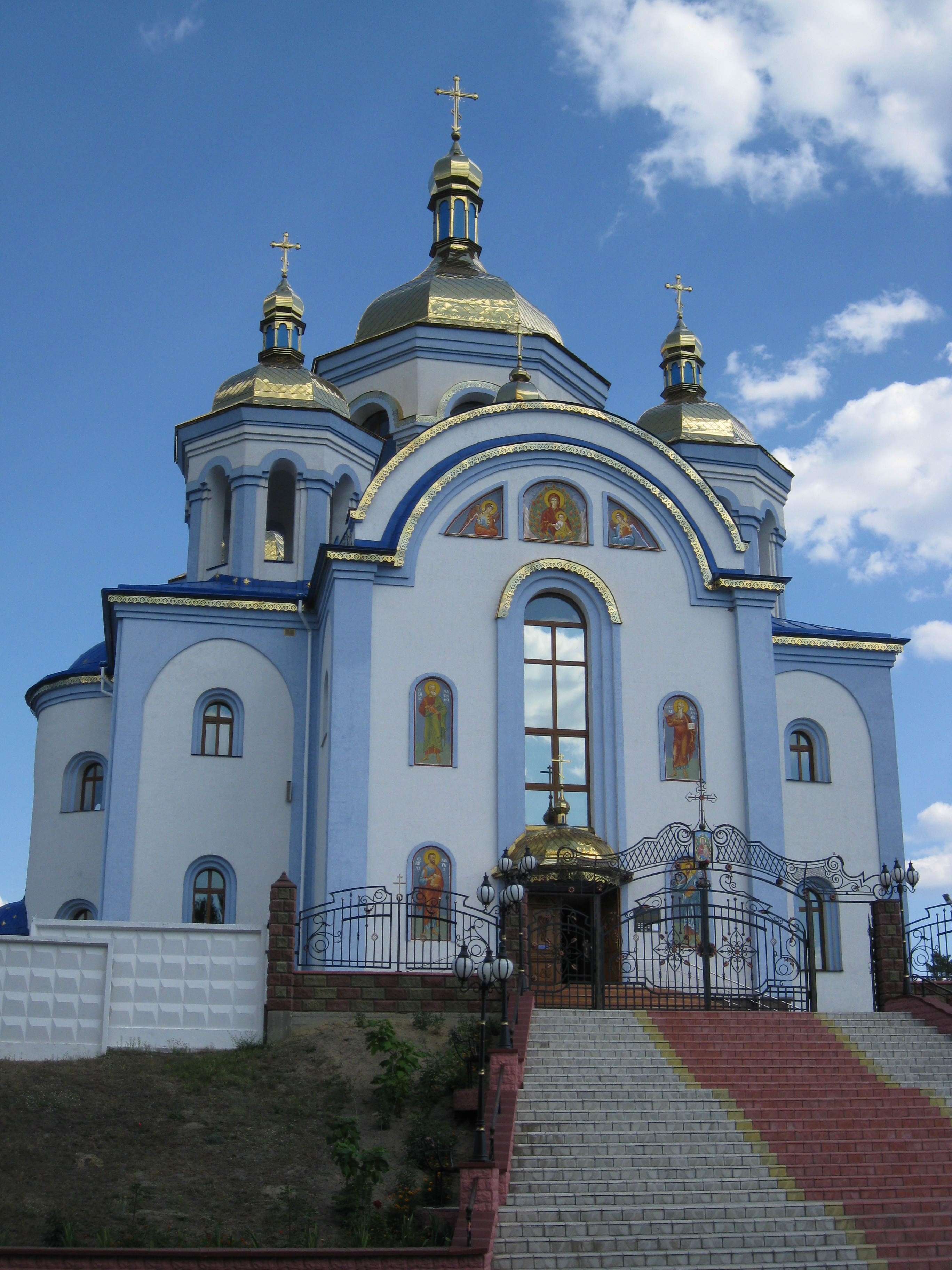
Собор «Неопалима купина»
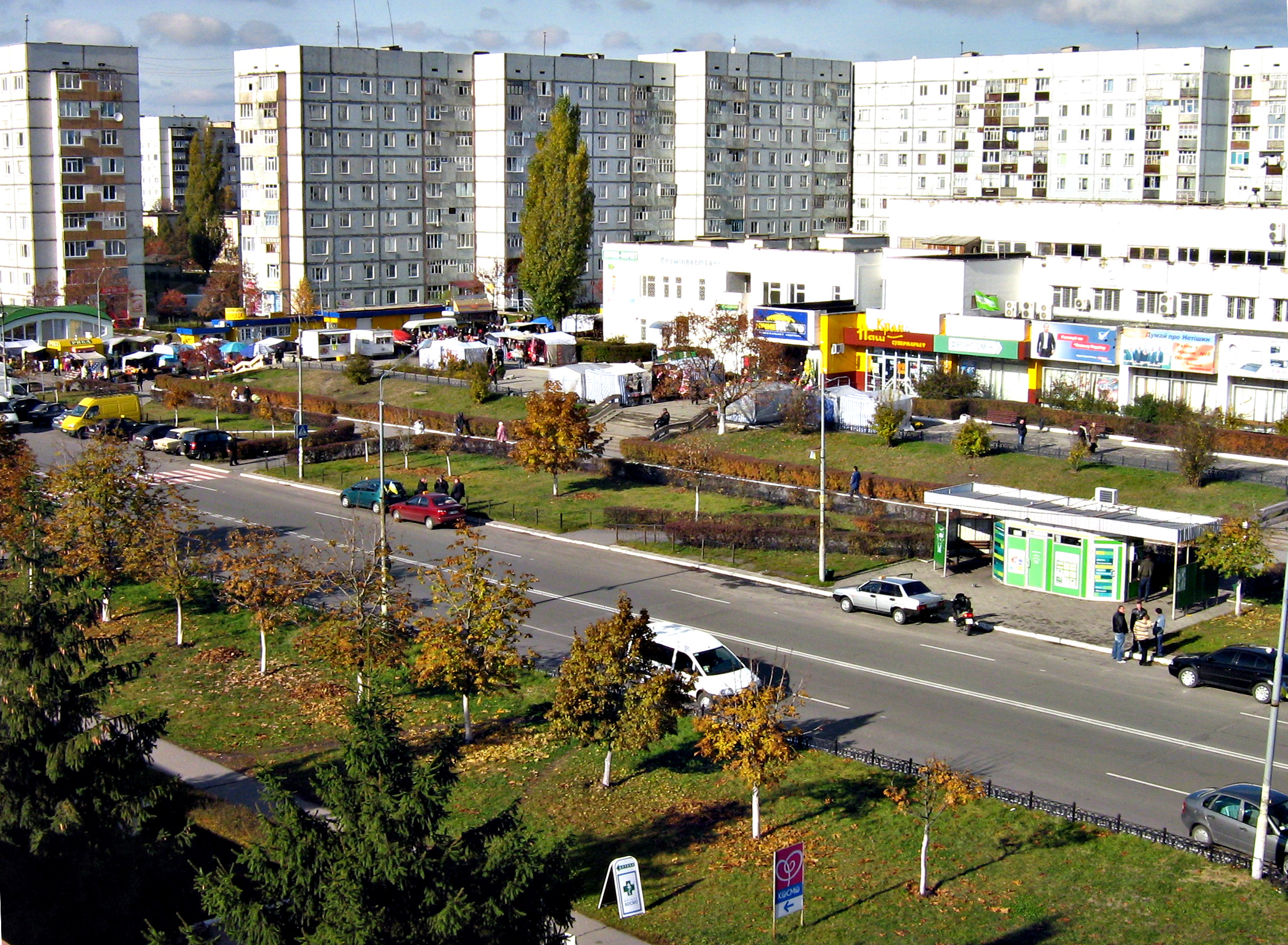
Проспект Незалежності
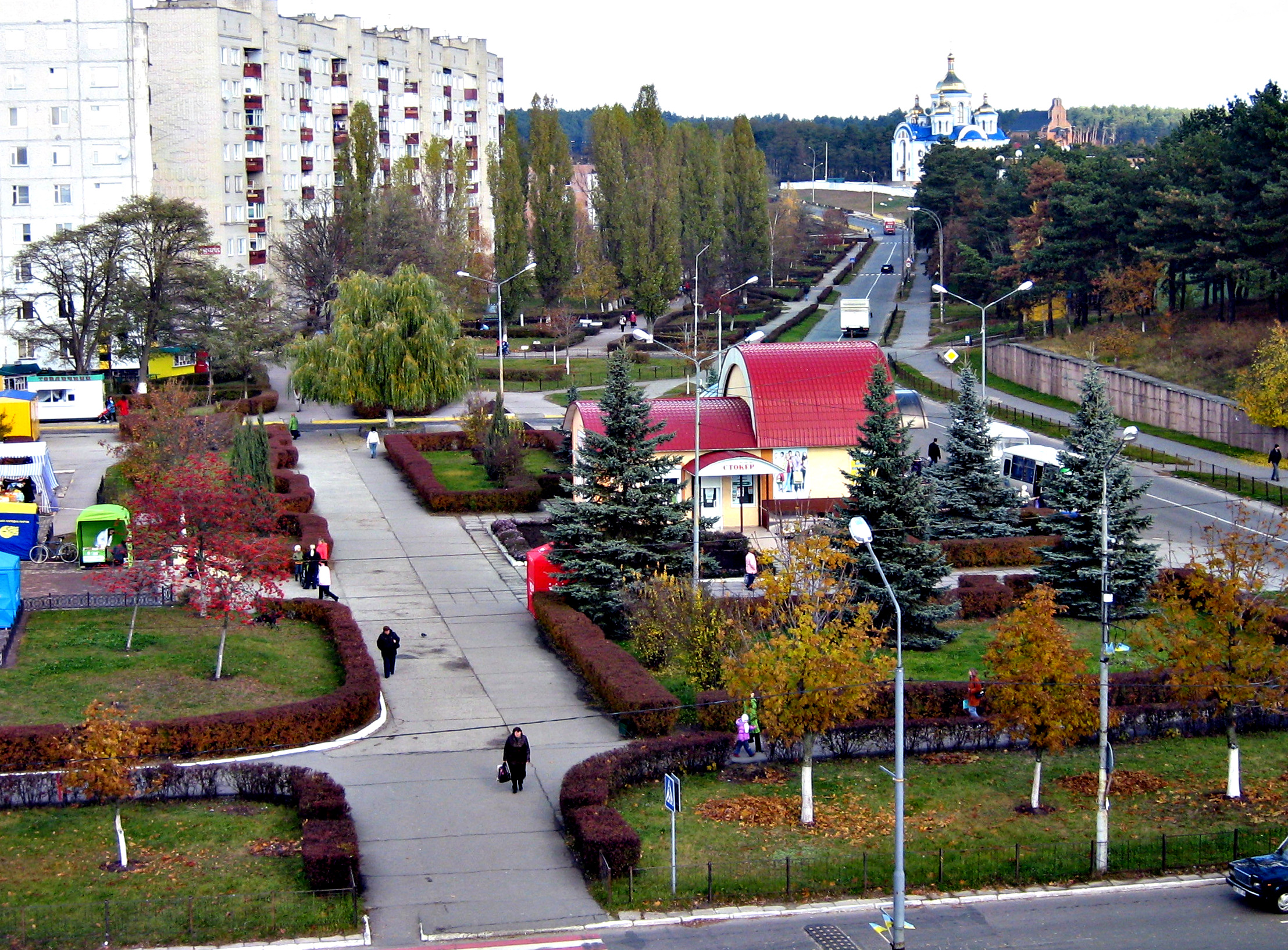
Вулиця Будівельників
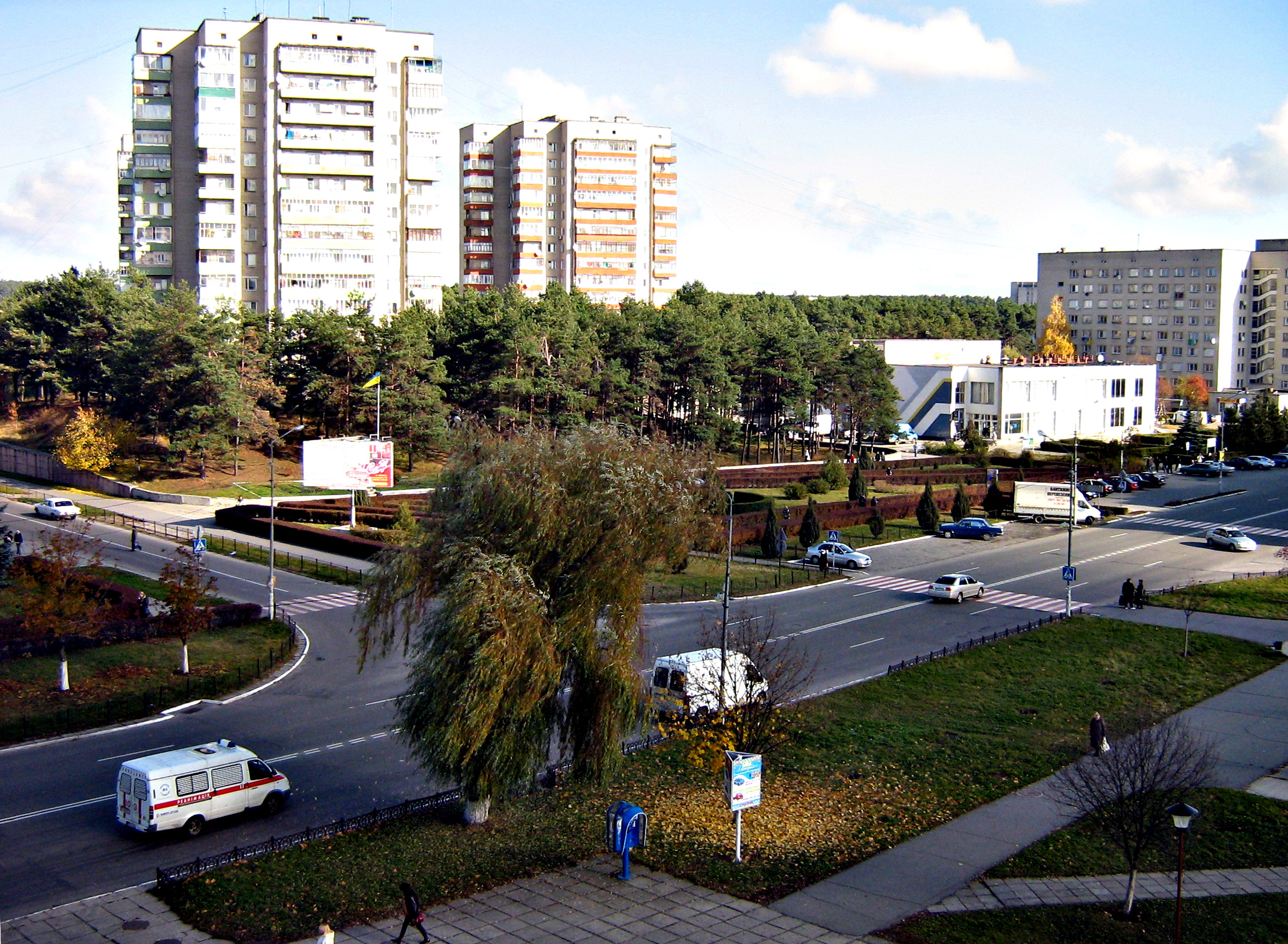
Проспект Незалежності (центральна частина міста)
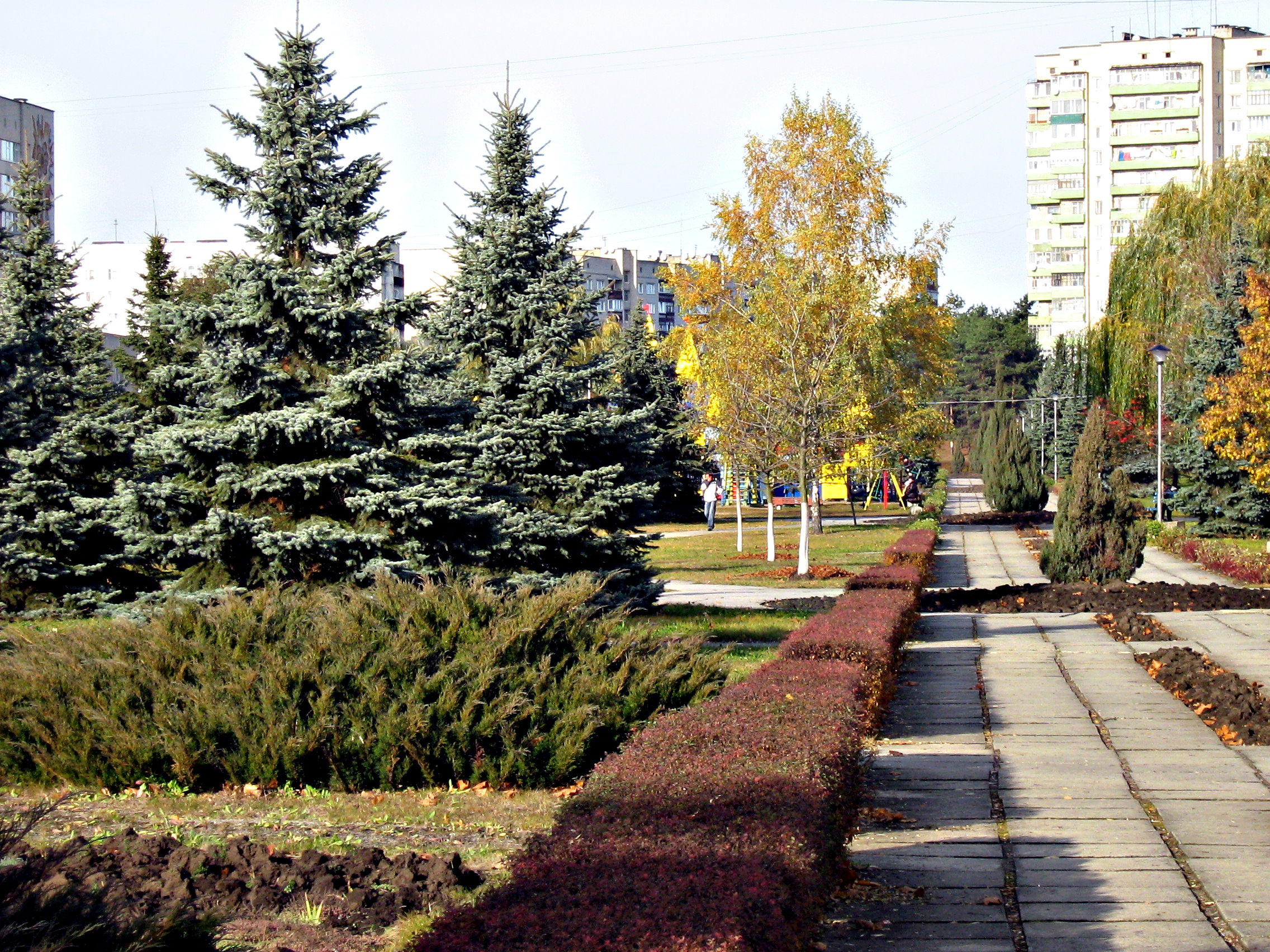
Проспект Курчатова (Осінь 2010)
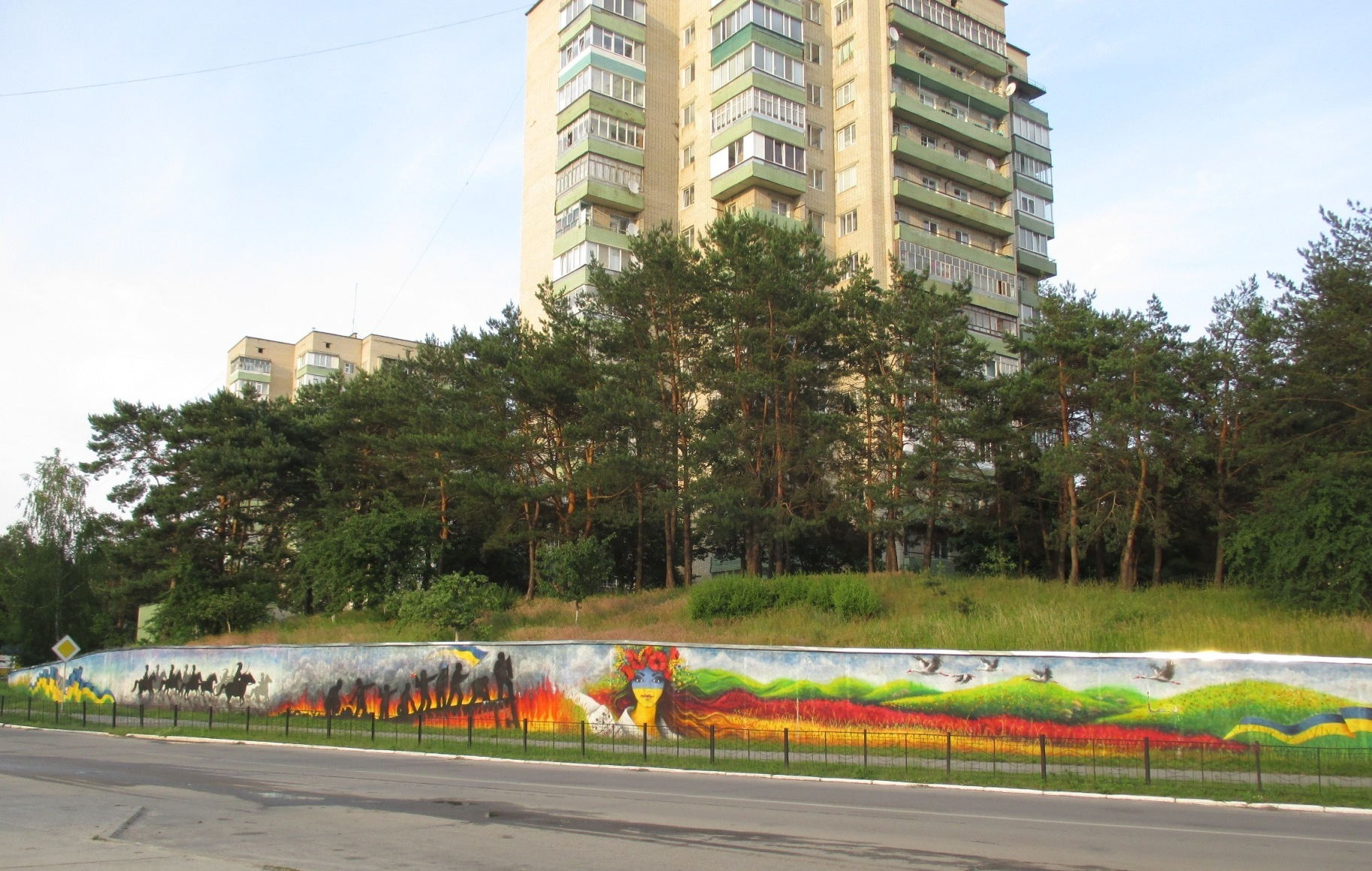
Стінопис на підпірній стіні по вулиці Будівельників
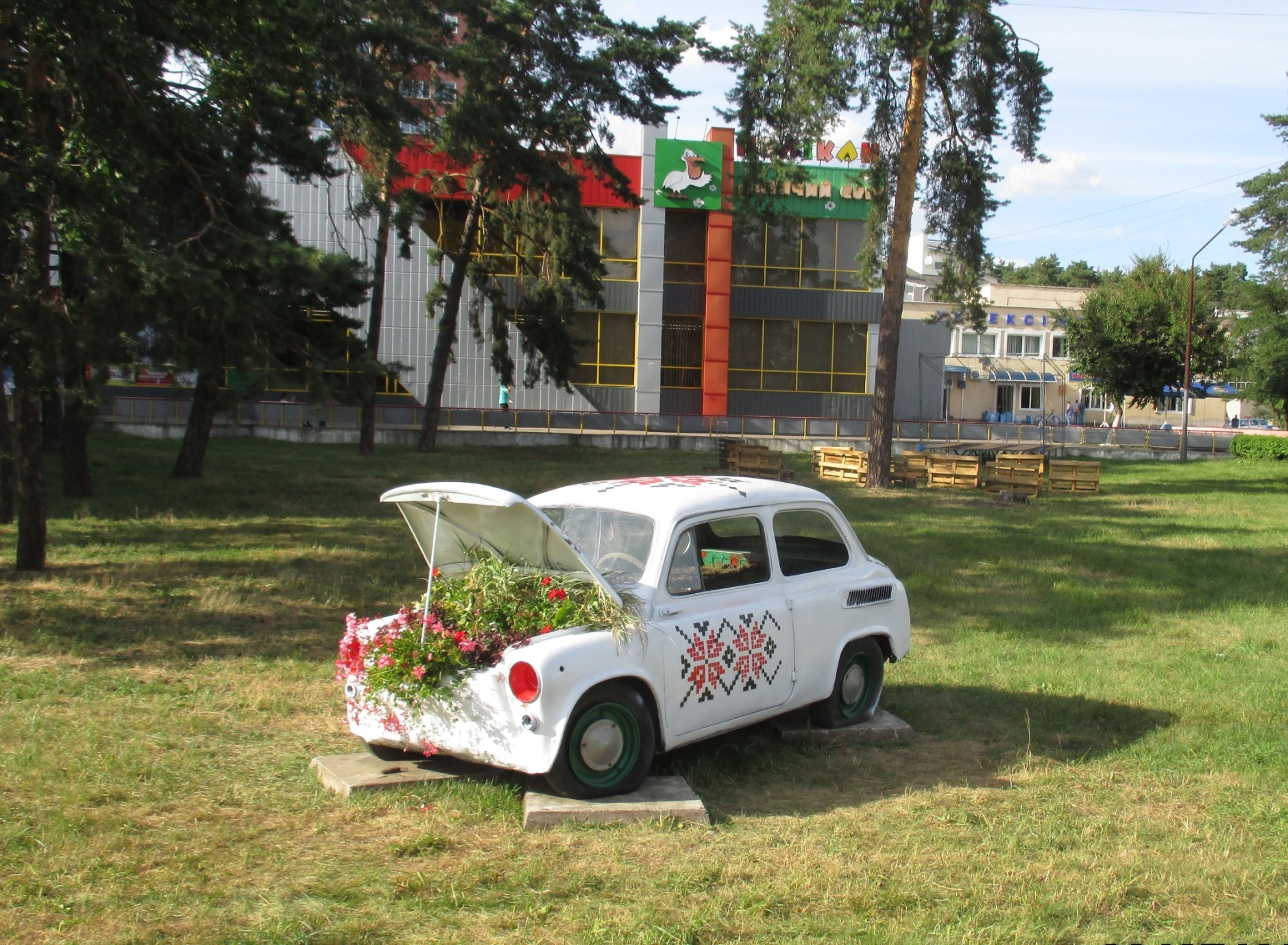
Інсталяція з квітів «зелене авто» біля супермаркету Наш Край
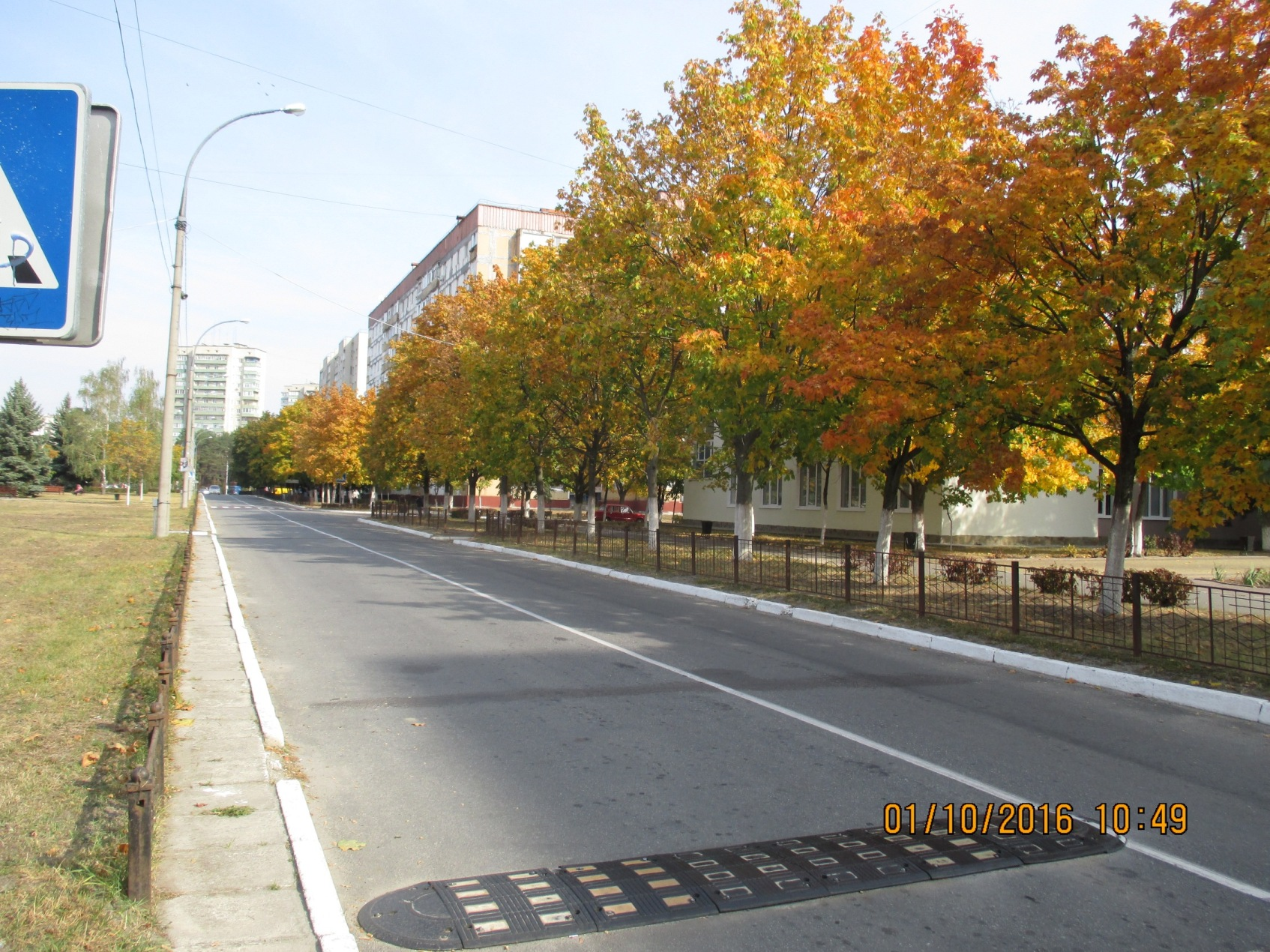
Проспект Героїв України
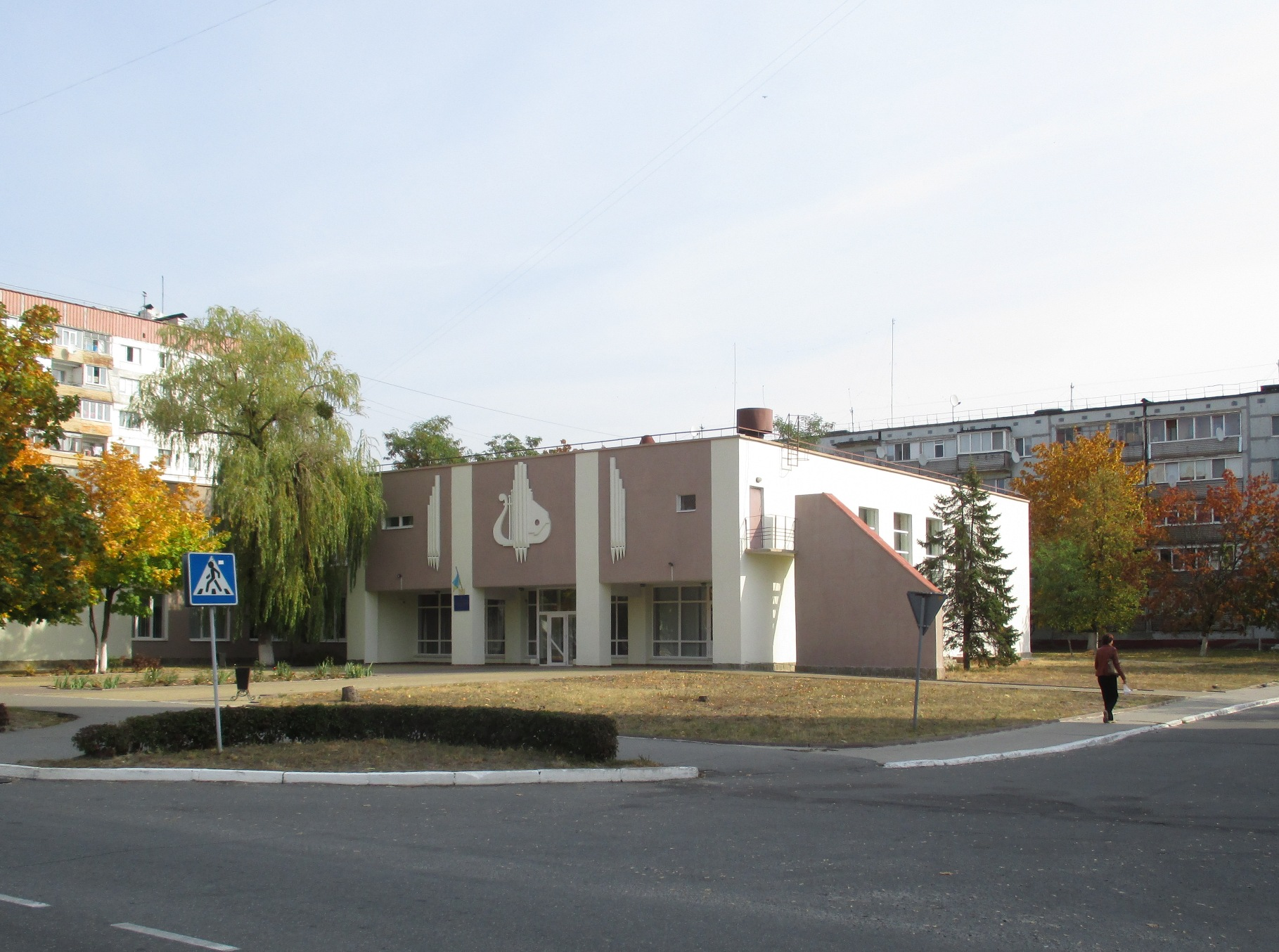
Музична школа по проспекту Героїв України
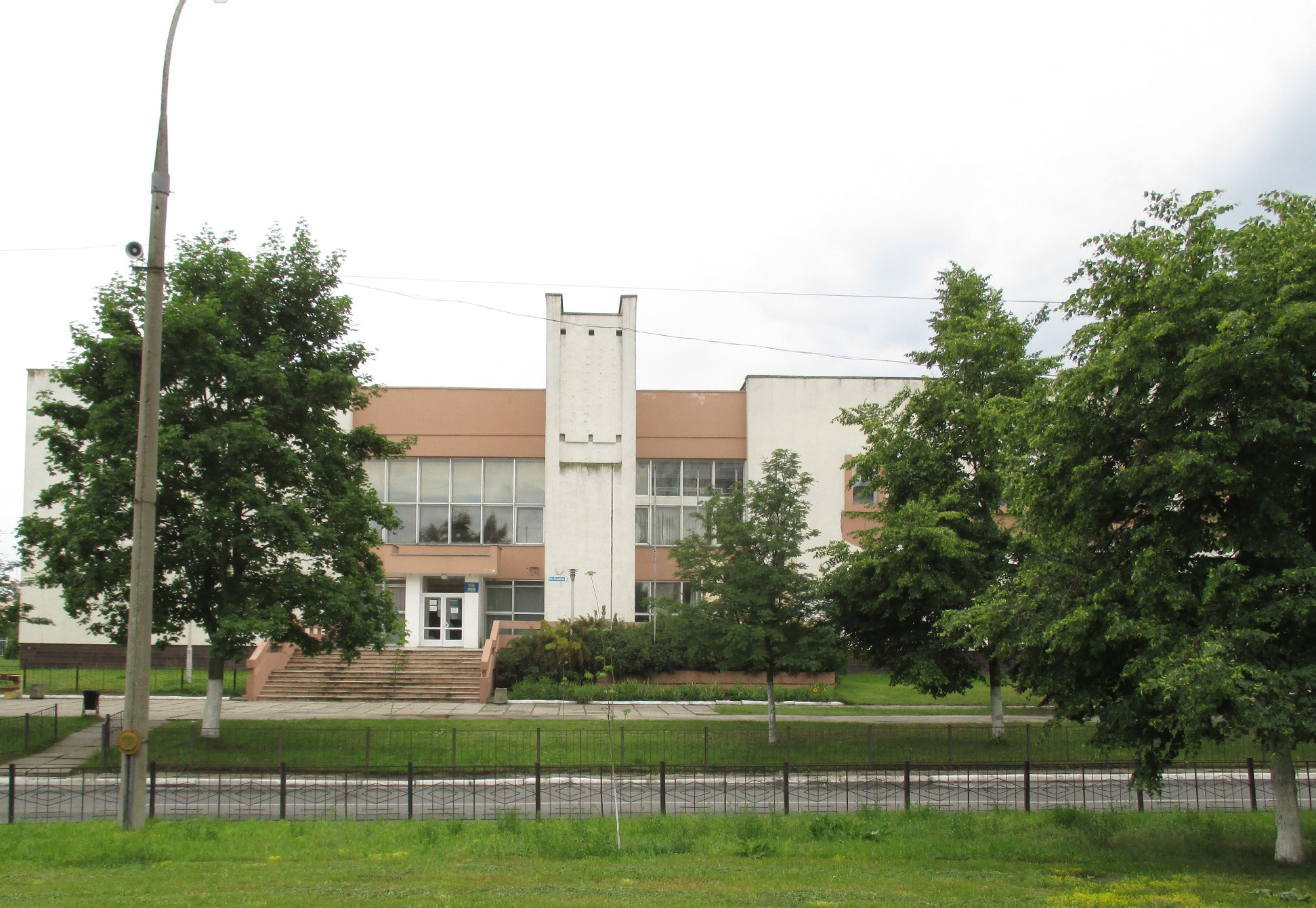
Плавальний басейн по вулиці Чорновола
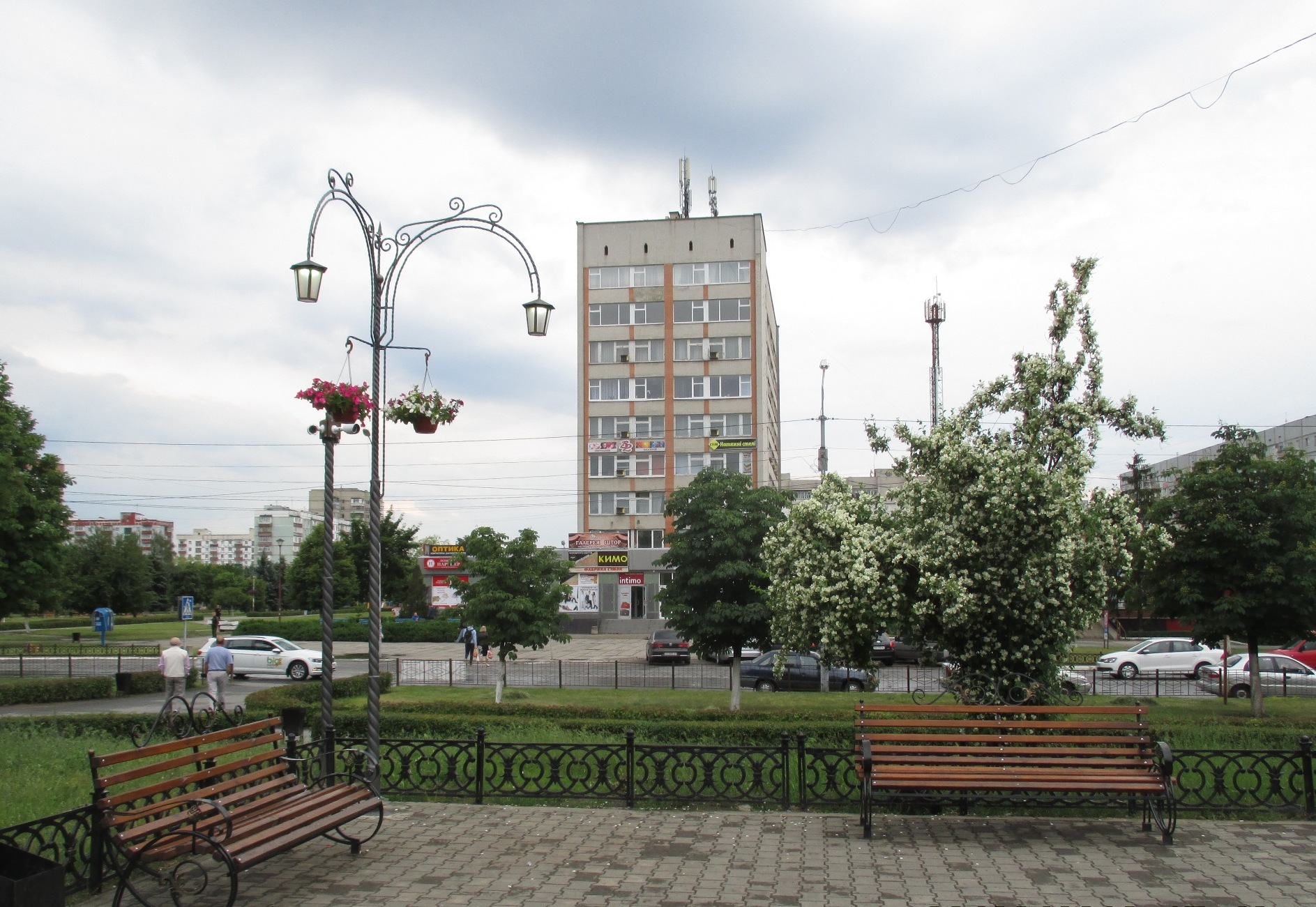
Готель "Горинь" (Проспект Незалежності)
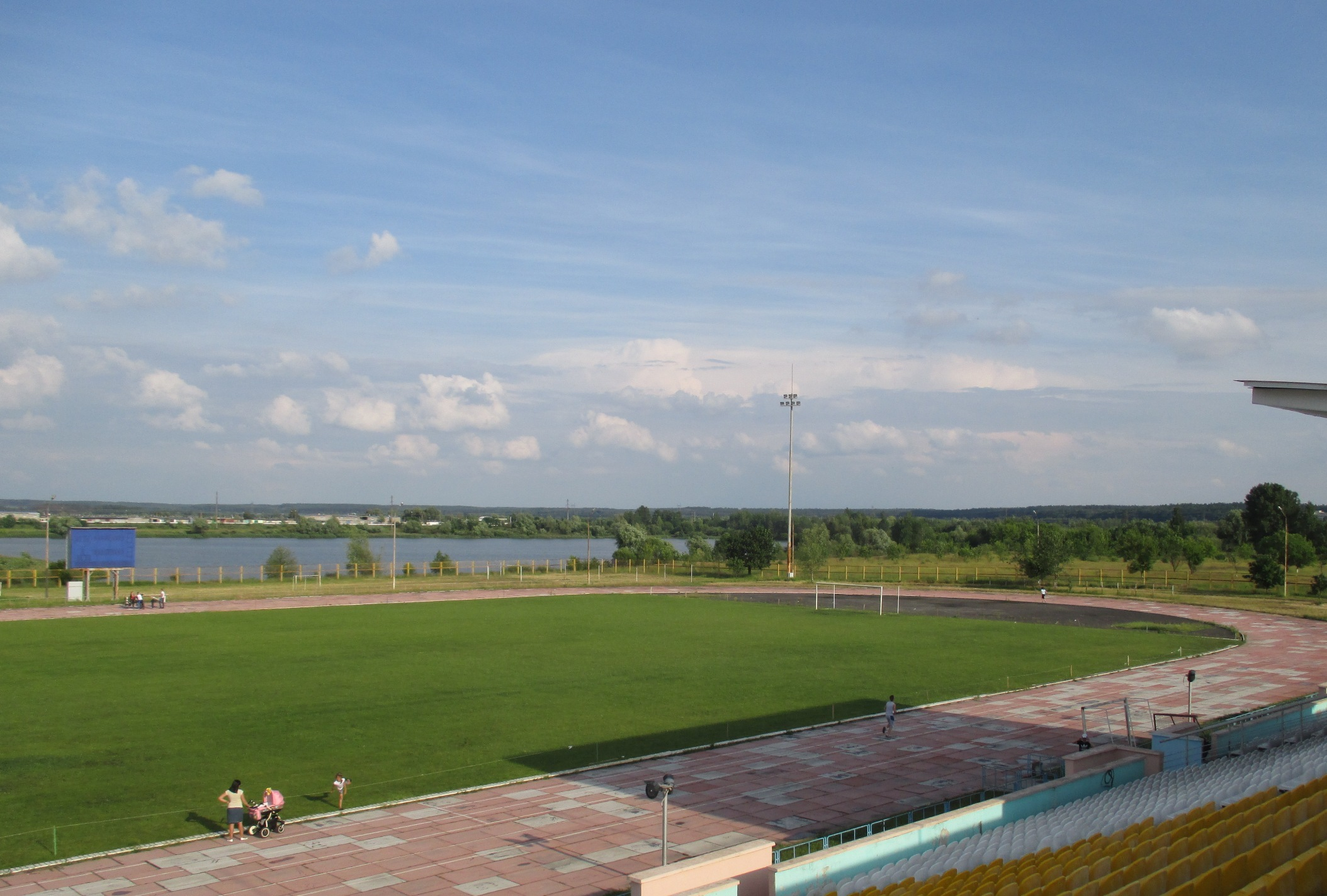
стадіон «Енергетик» (вул. Чорновола)
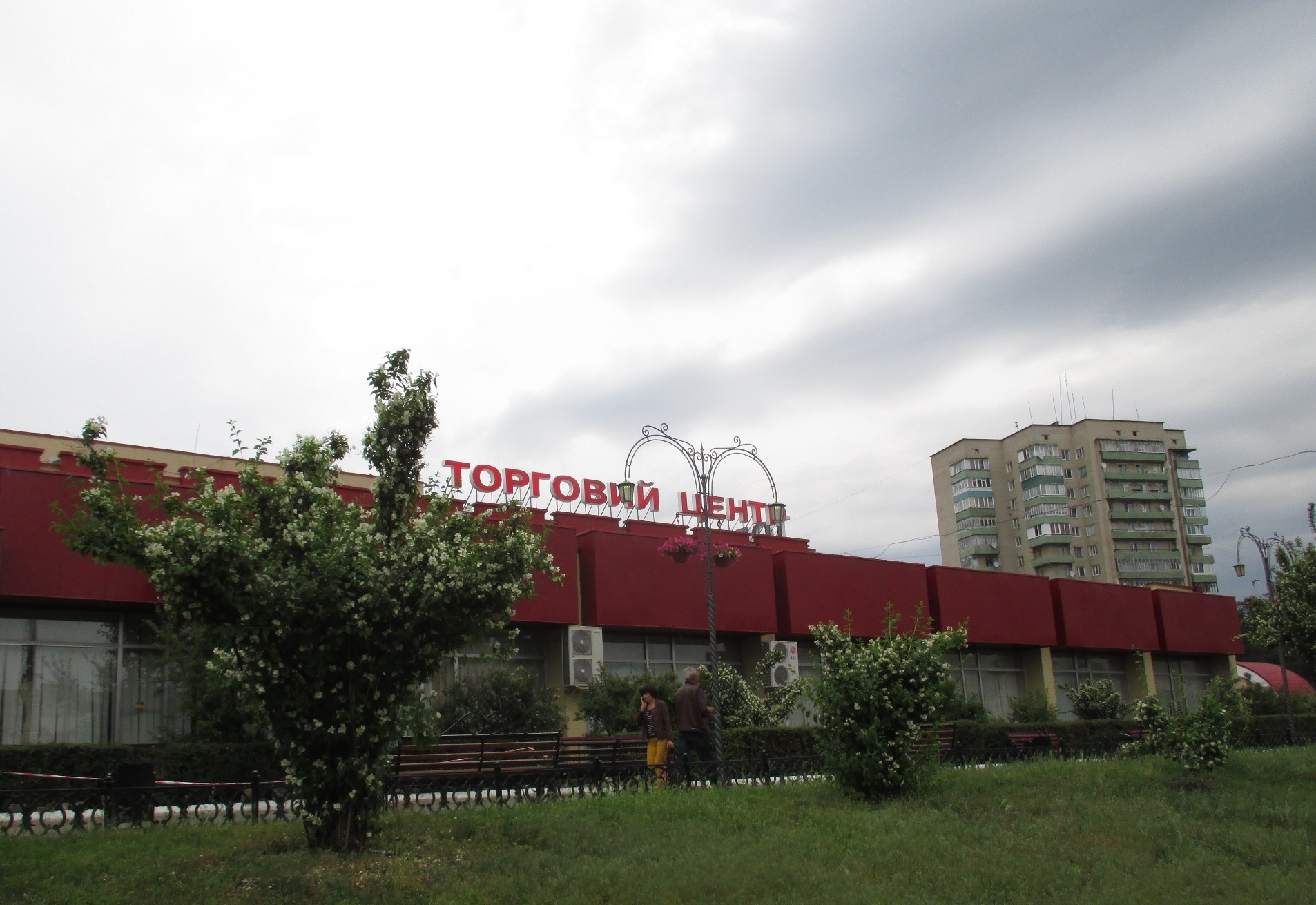
Торговий центр (Проспект Незалежності)
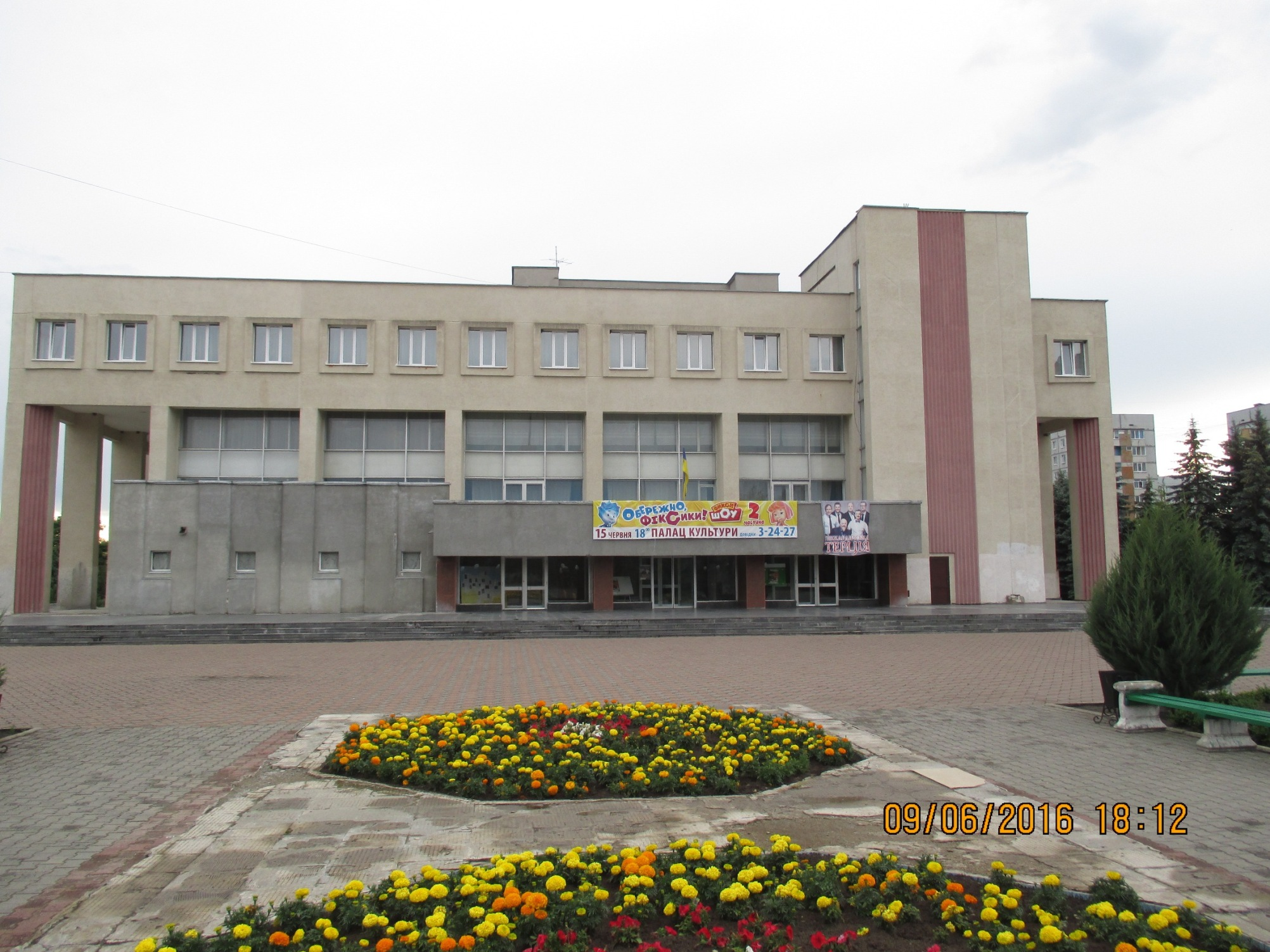
Міський будинок культури
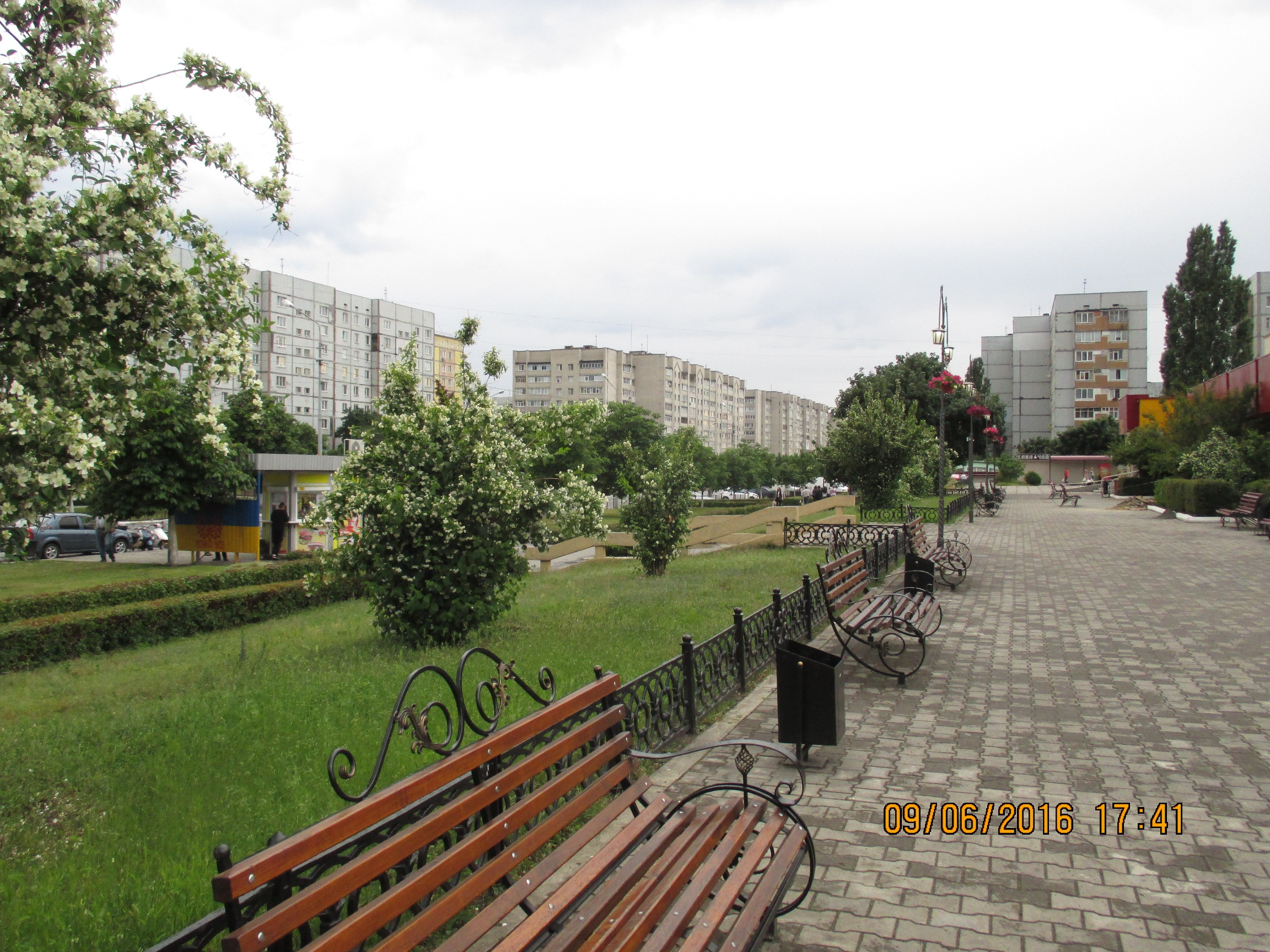
Проспект Незалежності (Літо 2016)
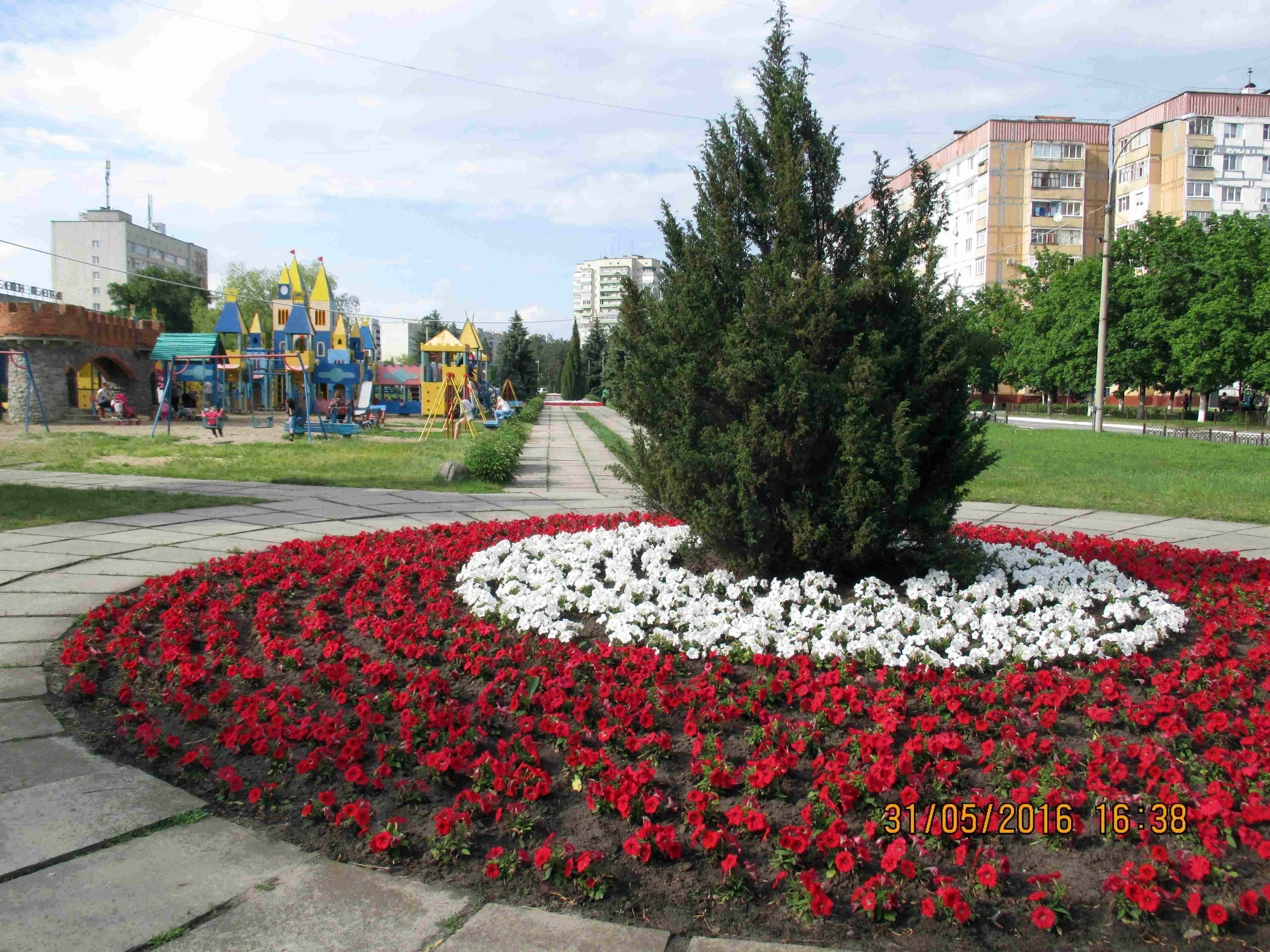
Дитячий майданчик, проспект Героїв України (Літо 2016)
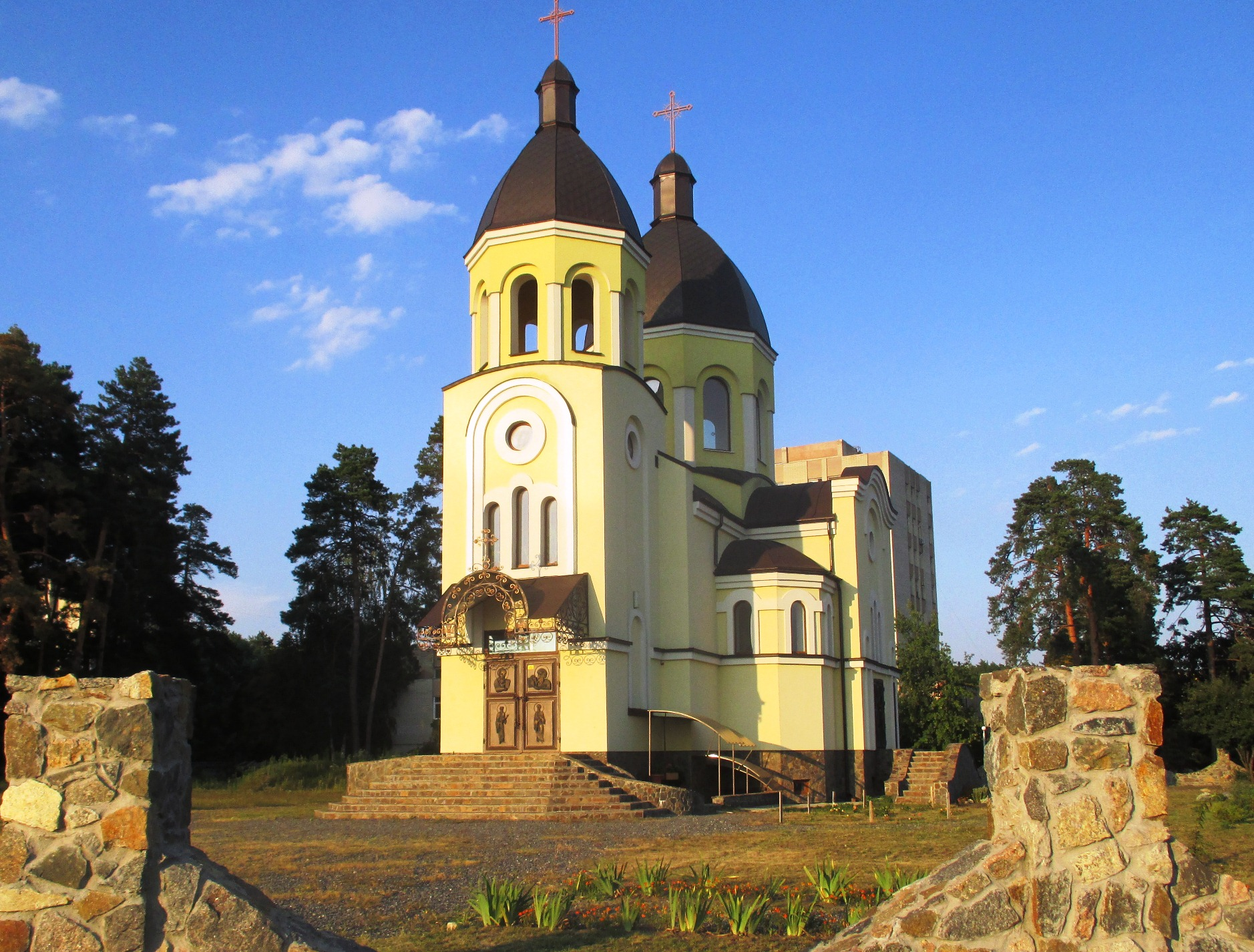
Церква святого Івана Богослова УГКЦ
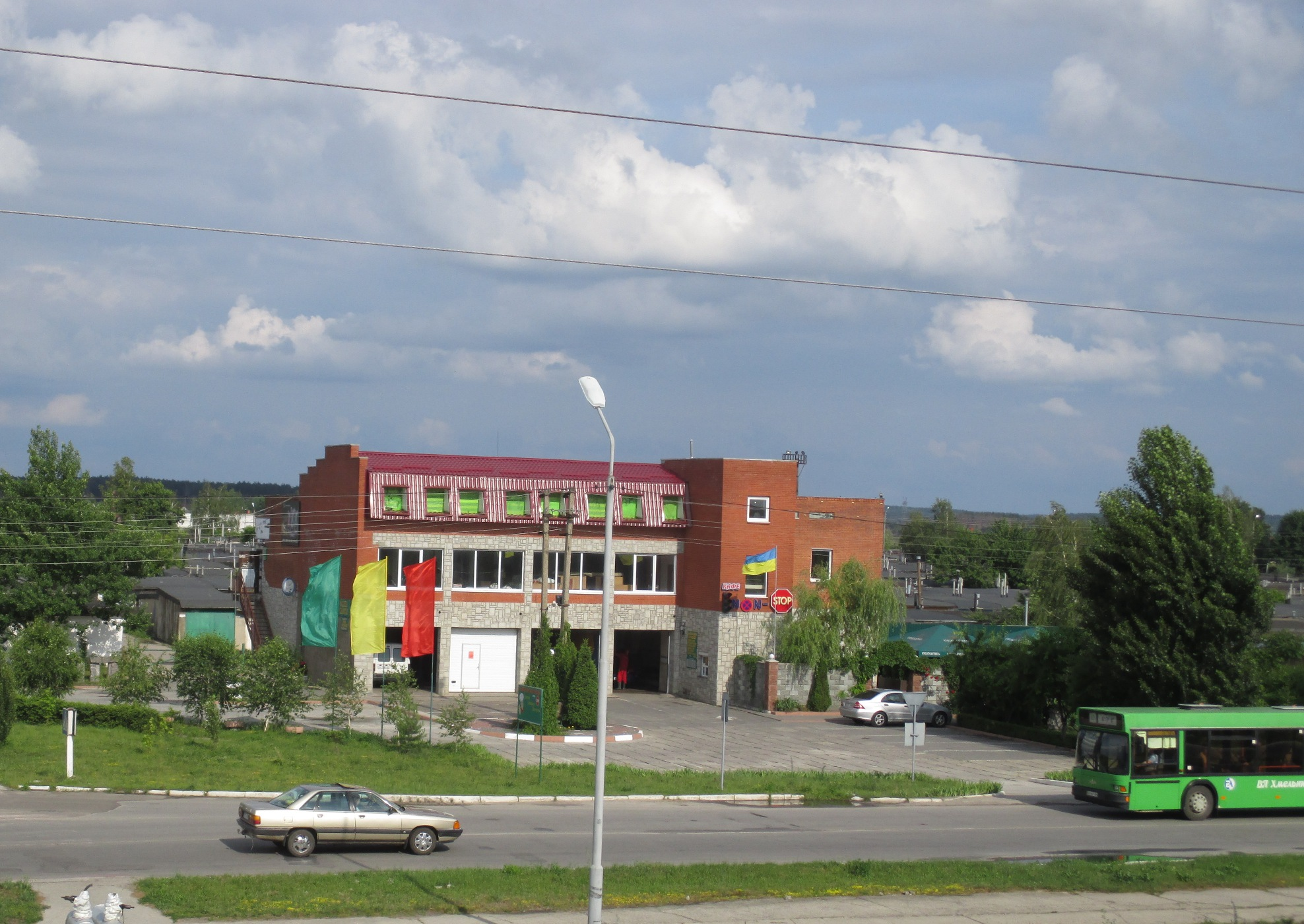
Шиномонтаж «Non-Stop» по вулиці Енергетиків
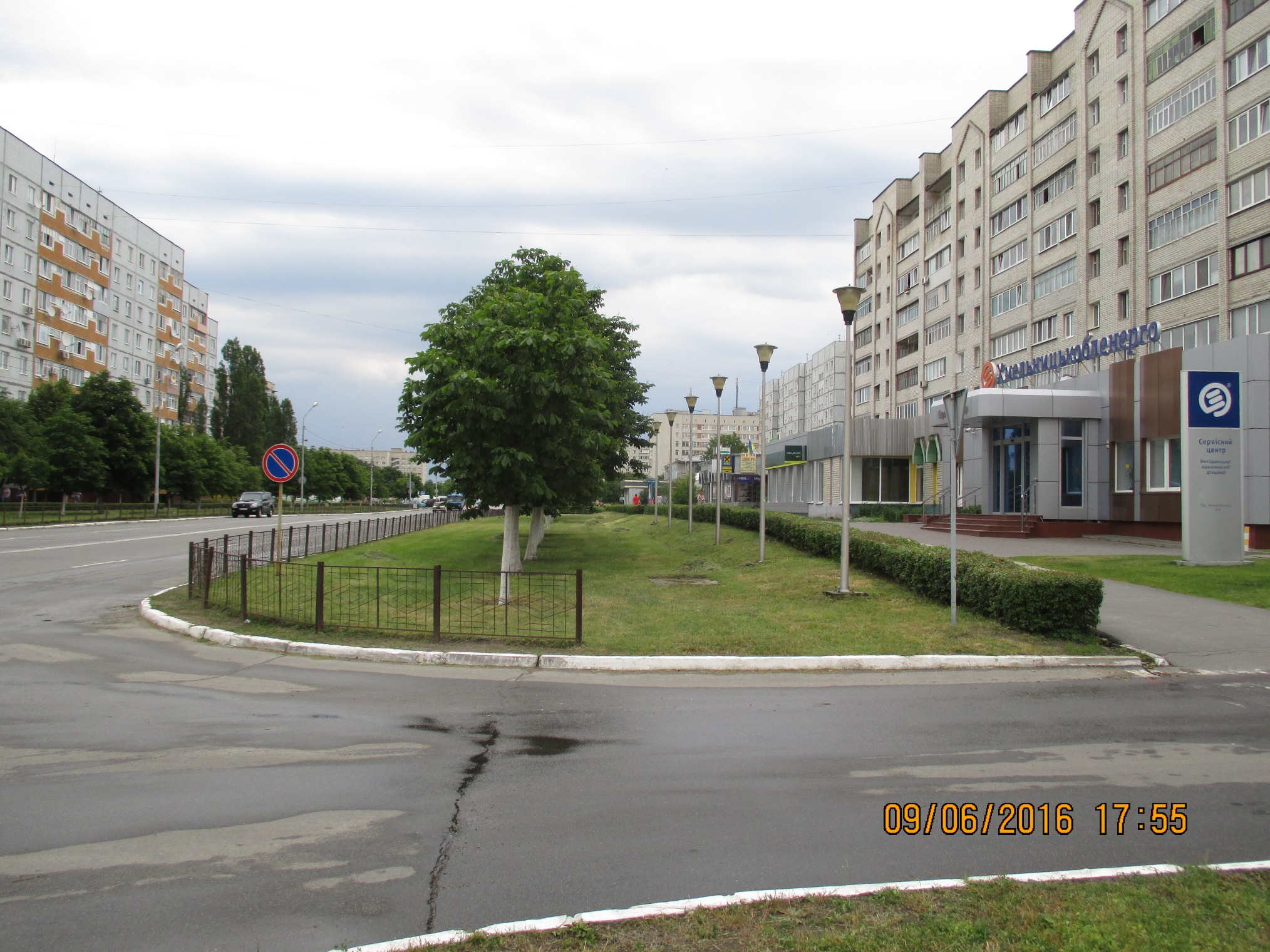
Проспект Незалежності (Літо 2016)

## Виноски
1. 1 2  Чисельність н аселення населених пунктів Хмельницької області за даними перепису 2001 року. Архів оригіналу за 5 березня 2016. Процитовано 2 грудня 2015.
2. ↑  На Хмельниччині освятили новий храм. Архів оригіналу за 14 травня 2019. Процитовано 24 травня 2019.
3. ↑  У м. Нетішин Хмельницької області освячено новозбудований собор на честь Архангела Гавриїла. Архівовано.
4. ↑  Всесоюзний перепис населення 1989 року (рос.)
5. ↑  Чисельність населення міст України в 2010 році
6. ↑  Чисельність населення міст України в 2012 році
7. ↑  Чисельність населення міст України в 2014 році
8. ↑  Національний склад міст України за переписом 2001 року — datatowel.in.ua
9. ↑  Рідна мова населення міст України за переписом 2001 року — datatowel.in.ua
10. ↑  Рідні мови в об'єднаних територіальних громадах України — Український центр суспільних даних
11. ↑  На Хмельниччині ще одна громада припинила право користування землею для храмів УПЦ МП
12. ↑  У Нетішині на Хмельниччині проголосували за перехід двох храмів з УПЦ (МП) до ПЦУ
13. ↑  Інцидент у Хмельницькому став поштовхом для переходу громади до ПЦУ – мер Нетішина
14. ↑  Газета «Пульс твого міста»
15. ↑  Інформаційний портал: Перспектива. Архів оригіналу за 12 серпня 2016. Процитовано 15 листопада 2012.
16. ↑  Сайт газети «Нетішинські Оголошення». Архів оригіналу за 3 жовтня 2016. Процитовано 3 жовтня 2016.
17. ↑    Прощання з Назаром Голюком 3.01.16 м.Нетішин  на YouTube
18. ↑  Дикалов Степан Іванович
19. ↑  Інформація на сайті банку. Архів оригіналу за 27 грудня 2009. Процитовано 25 грудня 2009.
20. ↑    Карпенко Сергій на YouTube
21. ↑   Прощання з Сергієм Карпенком на YouTube
22. ↑  Нетішин та Новий Сонч стали містами-побратимами. decentralization.gov.ua. Процитовано 14 липня 2023.
23. ↑  Горбачевський Олексій Життя біля реактора [Архівовано 2011-10-16 у Wayback Machine.] // матеріал за 22 грудня 2008 року на www.h.ua («ХайВей» — портал громадянської журналістики) [Архівовано 2010-06-17 у Wayback Machine.]
24. ↑  Вулиця Володимира Висоцького номер один[недоступне посилання з липня 2019]. Газета «Високий замок»
25. ↑  Архівована копія. Архів оригіналу за 8 грудня 2011. Процитовано 4 липня 2013.{{cite web}}:  Обслуговування CS1: Сторінки з текстом «archived copy» як значення параметру title (посилання)